# Liste der Deutschen Einzelmeister im Fechten

Logo des Deutschen Fechter-Bunds

Die Liste der Deutschen Einzelmeister im Fechten listet alle Sieger der Deutschen Meisterschaften im Einzelfechten sowie – soweit bekannt – die Zweit- und Drittplatzierten auf. Erstmals 1896 als private Veranstaltung in Berlin ausgetragen, wurden die Deutschen Meisterschaften 1897 bis 1899 vom Deutschen und Österreichischen Fechterbund sowie ab 1913 von dessen Nachfolgeorganisation, dem Deutschen Fechter-Bund veranstaltet. Seit 1923 gab es neben den Herrenwettbewerben in Degen, Florett und Säbel auch einen Wettbewerb im Damenflorett. 1926 und 1927 wurden die Meisterschaften auch im Damendegen ausgetragen, anschließend erst wieder 1987. Damensäbelwettbewerbe gibt es seit 1999. Seit 1994 wird der dritte Platz nicht mehr ausgefochten, sodass beide Halbfinalisten eine Bronzemedaille gewinnen.
In der Regel werden die Deutschen Meisterschaften jährlich ausgetragen. Wegen des Ersten Weltkrieges wurden sie nach 1914 für mehrere Jahre unterbrochen und fanden erst 1920 wieder statt. Vor den Olympischen Spielen 1936 in Berlin fielen die deutschen Meisterschaften ebenfalls aus. Während des Zweiten Weltkrieges wurde trotz des Krieges bis 1943 um die deutschen Meisterschaften gefochten. Nach dem Krieg verbot der Alliierte Kontrollrat das Sportfechten als „paramilitärische Übung“. Das Verbot wurde erst 1950 wieder aufgehoben, sodass im folgenden Jahr die ersten deutschen Meisterschaften nach dem Krieg ausgefochten werden konnten. Seitdem fanden die Wettbewerbe bis zur COVID-19-Pandemie im Jahr 2020 ohne Unterbrechung statt. In den Jahren 2020 und 2021 wurden ersatzweise die German Masters ausgetragen, in denen nur eine reduzierte Anzahl an Teilnehmern starten konnte.

## Deutsche Meister vor der Gründung des Deutschen Fechter-Bundes

### Herrenflorett
| Jahr | Gold                           | Silber                                  | Bronze                           |
| ---- | ------------------------------ | --------------------------------------- | -------------------------------- |
| 1896 | Edward Breck (Berliner FC)     | unbekannt                               | unbekannt                        |
| 1897 | Lingenberg (D-Ital. FK Berlin) | La Racine (D-Ital. FK Berlin)           | Henke (Wiener Neustadt)          |
| 1898 | Camillo Müller (Wien)          | Heinrich Müller (Wien)                  | La Racine (D-Ital. FK Berlin)    |
| 1899 | Martin Hirsch (Wiener AC)      | Baron Manfred Pinelli (Union FK Berlin) | Josef Mühlberger (Haudegen Wien) |

### Herrendegen
| Jahr | Gold                           | Silber                     | Bronze                  |
| ---- | ------------------------------ | -------------------------- | ----------------------- |
| 1896 | nicht ausgetragen              | nicht ausgetragen          | nicht ausgetragen       |
| 1897 | Lingenberg (D-Ital. FK Berlin) | Edward Breck (Berliner FC) | Henke (Wiener Neustadt) |
| 1898 | nicht ausgetragen              | nicht ausgetragen          | nicht ausgetragen       |
| 1899 | nicht ausgetragen              | nicht ausgetragen          | nicht ausgetragen       |

### Herrensäbel
| Jahr | Gold                           | Silber                           | Bronze                          |
| ---- | ------------------------------ | -------------------------------- | ------------------------------- |
| 1896 | Kurt Pridöhl (Berliner FC)     | Herman                           | unbekannt                       |
| 1897 | Richard Wimmer (Haudegen Wien) | J. Henke (Wiener Neustadt)       | Theodor Adamovits (Hellas Wien) |
| 1898 | Camillo Müller (Wien)          | Richard Wimmer (Wien)            | Ferdinand Mattausch (Wien)      |
| 1899 | Richard Wimmer (Haudegen Wien) | Siegfried Flesch (Landwehr Wien) | Albert Minas (Wiener AC)        |

### Sieger der Wettbewerbe in Disziplinen, die nicht von derFIEanerkannt sind
| Jahr | Deutscher Säbel                          | Schläger          | Florett in fester Mensur       | Florett für Fechtmeister       | Degen für Fechtmeister         |
| ---- | ---------------------------------------- | ----------------- | ------------------------------ | ------------------------------ | ------------------------------ |
| 1896 | Steinert (ATV zu Berlin)                 | Boldt             | nicht ausgetragen              | nicht ausgetragen              | nicht ausgetragen              |
| 1897 | Wladislaw von Szalkowski (ATV zu Berlin) | nicht ausgetragen | Lingenberg (D-Ital. FK Berlin) | nicht ausgetragen              | nicht ausgetragen              |
| 1898 | Wladislaw von Szalkowski (ATV zu Berlin) | nicht ausgetragen | La Racine (D-Ital. FK Berlin)  | nicht ausgetragen              | nicht ausgetragen              |
| 1899 | nicht ausgetragen                        | nicht ausgetragen | nicht ausgetragen              | Ettore Schiavoni (Berliner FC) | Ettore Schiavoni (Berliner FC) |

## Deutsche Meister des Deutschen Fechter-Bundes

### Herrenflorett
| Jahr      | Gold                                               | Silber                                             | Bronze                                                                     |
| --------- | -------------------------------------------------- | -------------------------------------------------- | -------------------------------------------------------------------------- |
| 1913      | Julius Lichtenfels (Fechtclub Offenbach)           | Wilhelm Löffler (FC Darmstadt)                     | Heinrich Ziegler (FC Hermannia Frankfurt)                                  |
| 1914      | Heinrich Ziegler (FC Hermannia Frankfurt)          | Emil Schön (FC Hermannia Frankfurt)                | Julius Lichtenfels (Fechtclub Offenbach)                                   |
| 1915–1919 | nicht ausgetragen                                  | nicht ausgetragen                                  | nicht ausgetragen                                                          |
| 1920      | Emil Schön (FC Hermannia Frankfurt)                | Erwin Casmir (FC Hermannia Frankfurt)              | Franz August Müller (FC Hermannia Frankfurt)                               |
| 1921      | Erwin Casmir (Berliner FC)                         | Emil Schön (FC Hermannia Frankfurt)                | Fritz Jack (FC Hermannia Frankfurt)                                        |
| 1922      | Erwin Casmir (Dresdner Fecht-Club)                 | Emil Schön (FC Hermannia Frankfurt)                | Fritz Jack (FC Hermannia Frankfurt)                                        |
| 1923      | Erwin Casmir (Dresdner Fecht-Club)                 | Julius Lichtenfels (Fechtclub Offenbach)           | Emil Schön (FC Hermannia Frankfurt)                                        |
| 1924      | Erwin Casmir (FC Hermannia Frankfurt)              | Julius Lichtenfels (Fechtclub Offenbach)           | Franz August Müller (FC Hermannia Frankfurt)                               |
| 1925      | Erwin Casmir (FC Hermannia Frankfurt)              | Hans Halberstadt (Fechtclub Offenbach)             | Emil Schön (FC Hermannia Frankfurt)                                        |
| 1926      | Erwin Casmir (FC Hermannia Frankfurt)              | Hans Thomson (Fechtclub Offenbach)                 | Julius Thomson (Fechtclub Offenbach)                                       |
| 1927      | Erwin Casmir (FC Hermannia Frankfurt)              | Fritz Gazzera (Fechtclub Offenbach)                | Wilhelm Löffler (TV 1860 Frankfurt)                                        |
| 1928      | Erwin Casmir (FC Hermannia Frankfurt)              | Fritz Gazzera (Fechtclub Offenbach)                | Berger (DFC Hannover)                                                      |
| 1929      | Robert Sommer (Berliner FC)                        | Julius Thomson (Fechtclub Offenbach)               | Berthold (TV Chemnitz)                                                     |
| 1930      | August Heim (Fechtclub Offenbach)                  | Julius Thomson (Fechtclub Offenbach)               | Julius Eisenecker (FC Hermannia Frankfurt)                                 |
| 1931      | Julius Eisenecker (FC Hermannia Frankfurt)         | Stefan Rosenbauer (FC Hermannia Frankfurt)         | Leonhardt (Dresdner Fecht-Club)                                            |
| 1932      | August Heim (Fechtclub Offenbach)                  | Stark (Fechtclub Offenbach)                        | Gyenis (FC München im TV Jahn)                                             |
| 1933      | Stefan Rosenbauer (FC Hermannia Frankfurt)         | Julius Eisenecker (FC Hermannia Frankfurt)         | August Heim (Fechtclub Offenbach)                                          |
| 1934      | Julius Eisenecker (FC Hermannia Frankfurt)         | August Heim (Fechtclub Offenbach)                  | Eugen Geiwitz (TV Ulm)                                                     |
| 1935      | Julius Eisenecker (FC Hermannia Frankfurt)         | August Heim (Fechtclub Offenbach)                  | Siegfried Lerdon (FC Hermannia Frankfurt)                                  |
| 1936      | nicht ausgetragen                                  | nicht ausgetragen                                  | nicht ausgetragen                                                          |
| 1937      | August Heim (Fechtclub Offenbach)                  | Julius Eisenecker (FC Hermannia Frankfurt)         | Siegfried Lerdon (FC Hermannia Frankfurt)                                  |
| 1938      | Roman Fischer (SG SS Wien)                         | Josef Losert (SG SS Wien)                          | August Heim (TV Offenbach)                                                 |
| 1939      | Richard Liebscher (SG Berlin)                      | Julius Eisenecker (FC Hermannia Frankfurt)         | Josef Losert (SG SS Wien)                                                  |
| 1940      | Richard Liebscher (SG Berlin)                      | Kurt Wahl (MTV München)                            | Albin von Nordheim                                                         |
| 1941      | Julius Eisenecker (FC Hermannia Frankfurt)         | Kurt Wahl (MTV München)                            | Richard Liebscher (SG Berlin)                                              |
| 1942      | Julius Eisenecker (FC Hermannia Frankfurt)         | Otto Adam (Wiesbadener FC)                         | Richard Liebscher (SG Berlin)                                              |
| 1943      | Josef Losert (SG Bad Tölz)                         | Kurt Wahl (MTV München)                            | Otto Adam (Wiesbadener FC)                                                 |
| 1944–1950 | nicht ausgetragen                                  | nicht ausgetragen                                  | nicht ausgetragen                                                          |
| 1951      | Julius Eisenecker (FC Hermannia Frankfurt)         | Kurt Wahl (MTV München von 1879)                   | Kurt Hagen (FSV Hamburg)                                                   |
| 1952      | Kurt Wahl (MTV München von 1879)                   | Norman Casmir (FC Hermannia Frankfurt)             | Eugen Geiwitz (TSG Ulm)                                                    |
| 1953      | Norman Casmir (FC Hermannia Frankfurt)             | Kurt Wahl (MTV München von 1879)                   | Otto Adam (Saar 05 Saarbrücken)                                            |
| 1954      | Kurt Wahl (MTV München von 1879)                   | Otto Adam (Saar 05 Saarbrücken)                    | Günter Stratmann (FSG Iserlohn)                                            |
| 1955      | Günter Stratmann (FSG Iserlohn)                    | Norman Casmir (FC Hermannia Frankfurt)             | Willy Fascher (TK Hannover)                                                |
| 1956      | Norman Casmir (FC Hermannia Frankfurt)             | Günter Stratmann (FSG Iserlohn)                    | Ludwig Hofacker (TC Göttingen)                                             |
| 1957      | Fritz Rosskopf (TK Hannover)                       | Eberhard Mehl (OFC Bonn)                           | Dieter Schmitt (TV Offenbach)                                              |
| 1958      | Jürgen Theuerkauff (OFC Bonn)                      | Eberhard Mehl (OFC Bonn)                           | Helmuth Kroth (DFC Düsseldorf)                                             |
| 1959      | Tim Gerresheim (FCR Hamburg)                       | Eberhard Mehl (TuS Rei Koblenz)                    | Dieter Schmitt (TV Offenbach)                                              |
| 1960      | Jürgen Brecht (FCK Edigheim)                       | Dieter Schmitt (TV Offenbach)                      | Toni Stock (FR Nürnberg)                                                   |
| 1961      | Dieter Schmitt (TV Offenbach)                      | Tim Gerresheim (FCR Hamburg)                       | Jürgen Theuerkauff (OFC Bonn)                                              |
| 1962      | Tim Gerresheim (FCR Hamburg)                       | Eberhard Mehl (TuS Rei Koblenz)                    | Jürgen Theuerkauff (OFC Bonn)                                              |
| 1963      | Jürgen Theuerkauff (OFC Bonn)                      | Tim Gerresheim (FCR Hamburg)                       | Max Geuter (TV 1860 Frankfurt)                                             |
| 1964      | Jürgen Brecht (FCK Ludwigshafen)                   | Jürgen Theuerkauff (OFC Bonn)                      | Tim Gerresheim (FCR Hamburg)                                               |
| 1965      | Jürgen Theuerkauff (OFC Bonn)                      | Wilfried Wolfgarten (OFC Bonn)                     | Michael Peter (SC Rei Koblenz)                                             |
| 1966      | Jürgen Theuerkauff (OFC Bonn)                      | Friedrich Wessel (OFC Bonn)                        | Wilfried Wolfgarten (OFC Bonn)                                             |
| 1967      | Jürgen Brecht (FCK Ludwigshafen)                   | Toni Stock (TSG Weinheim)                          | Friedrich Wessel (OFC Bonn)                                                |
| 1968      | Friedrich Wessel (OFC Bonn)                        | Tim Gerresheim (FCR Hamburg)                       | Jürgen Theuerkauff (OFC Bonn)                                              |
| 1969      | Harald Hein (Fecht-Club Tauberbischofsheim)        | Erk Sens-Gorius (Hannover)                         | Alfred Puff (TuS Rei Koblenz)                                              |
| 1970      | Harald Hein (Fecht-Club Tauberbischofsheim)        | Klaus Reichert (OFC Bonn)                          | Hans Prechtl (TV Jahn Nürnberg)                                            |
| 1971      | Harald Hein (Fecht-Club Tauberbischofsheim)        | Erk Sens-Gorius (DFC Hannover)                     | Klaus Reichert (OFC Bonn)                                                  |
| 1972      | Dieter Wellmann (OFC Bonn)                         | Albrecht Wessel (OFC Bonn)                         | Harald Hein (Fecht-Club Tauberbischofsheim)                                |
| 1973      | Matthias Behr (Fecht-Club Tauberbischofsheim)      | Harald Hein (Fecht-Club Tauberbischofsheim)        | Jochen Reichert (OFC Bonn)                                                 |
| 1974      | Jürgen Hehn (Fecht-Club Tauberbischofsheim)        | Matthias Behr (Fecht-Club Tauberbischofsheim)      | Thomas Bach (Fecht-Club Tauberbischofsheim)                                |
| 1975      | Klaus Reichert (Fecht-Club Tauberbischofsheim)     | Matthias Behr (Fecht-Club Tauberbischofsheim)      | Harald Hein (Fecht-Club Tauberbischofsheim)                                |
| 1976      | Harald Hein (Fecht-Club Tauberbischofsheim)        | Klaus Reichert (OFC Bonn)                          | Eilert Püschel (Königsbacher SC Koblenz)                                   |
| 1977      | Thomas Bach (Fecht-Club Tauberbischofsheim)        | Suibert Höhne (Fechtclub Offenbach)                | Harald Hein (Fecht-Club Tauberbischofsheim)                                |
| 1978      | Thomas Bach (Fecht-Club Tauberbischofsheim)        | Albrecht Wessel (OFC Bonn)                         | Klaus Reichert (OFC Bonn)                                                  |
| 1979      | Harald Hein (Fecht-Club Tauberbischofsheim)        | Thomas Bach (Fecht-Club Tauberbischofsheim)        | Mathias Gey (Fecht-Club Tauberbischofsheim)                                |
| 1980      | Klaus Reichert (OFC Bonn)                          | Matthias Behr (Fecht-Club Tauberbischofsheim)      | Harald Hein (Fecht-Club Tauberbischofsheim)                                |
| 1981      | Klaus Reichert (OFC Bonn)                          | Frank Beck (Fecht-Club Tauberbischofsheim)         | Thomas Theuerkauff (OFC Bonn)                                              |
| 1982      | Mathias Gey (Fecht-Club Tauberbischofsheim)        | Frank Beck (Fecht-Club Tauberbischofsheim)         | Jörg Prochotta (OFC Bonn)                                                  |
| 1983      | Mathias Gey (Fecht-Club Tauberbischofsheim)        | Harald Hein (Fecht-Club Tauberbischofsheim)        | Thomas Theuerkauff (OFC Bonn)                                              |
| 1984      | Mathias Gey (Fecht-Club Tauberbischofsheim)        | Matthias Behr (Fecht-Club Tauberbischofsheim)      | Harald Hein (Fecht-Club Tauberbischofsheim)                                |
| 1985      | Matthias Behr (Fecht-Club Tauberbischofsheim)      | Klaus Reichert (OFC Bonn)                          | Thomas Theuerkauff (OFC Bonn)                                              |
| 1986      | Mathias Gey (Fecht-Club Tauberbischofsheim)        | Thorsten Weidner (Fecht-Club Tauberbischofsheim)   | Ulrich Schreck (OFC Bonn)                                                  |
| 1987      | Roman Christen (Fecht-Club Tauberbischofsheim)     | Elmar Günther (Fecht-Club Tauberbischofsheim)      | Thomas Theuerkauff (OFC Bonn)                                              |
| 1988      | Thomas Endres (Fecht-Club Tauberbischofsheim)      | Thomas Theuerkauff (OFC Bonn)                      | Klaus Reichert (OFC Bonn)                                                  |
| 1989      | Thorsten Weidner (Fecht-Club Tauberbischofsheim)   | Mathias Gey (Fecht-Club Tauberbischofsheim)        | Ulrich Schreck (OFC Bonn)                                                  |
| 1990      | Mathias Gey (Fecht-Club Tauberbischofsheim)        | Ulrich Schreck (OFC Bonn)                          | Thomas Endres (Fecht-Club Tauberbischofsheim)                              |
| 1991      | Ulrich Schreck (OFC Bonn)                          | Udo Wagner (Dresdner SC)                           | Thorsten Becker (Fecht-Club Tauberbischofsheim)                            |
| 1992      | Udo Wagner (Fecht-Club Tauberbischofsheim)         | Thomas Endres (Fecht-Club Tauberbischofsheim)      | Mathias Gey (Fecht-Club Tauberbischofsheim)                                |
| 1993      | Udo Wagner (Fecht-Club Tauberbischofsheim)         | Karsten Riedel (FK Hannover)                       | Ingo Weißenborn (Fecht-Club Tauberbischofsheim)                            |
| 1994      | Uwe Römer (Fecht-Club Tauberbischofsheim)          | Thorsten Weidner (Fecht-Club Tauberbischofsheim)   | Udo Wagner (FC TBB), Alexander Koch (ETuF Essen)                           |
| 1995      | Ralf Bißdorf (Heidenheimer SB)                     | Udo Wagner (Fecht-Club Tauberbischofsheim)         | Thomas Endres (FC TBB), Ingo Weißenborn (FC TBB)                           |
| 1996      | Udo Wagner (Fecht-Club Tauberbischofsheim)         | Christian Schlechtweg (SC Berlin)                  | Wolfgang Wienand (OFC Bonn), Thomas Theuerkauff (ETuF Essen)               |
| 1997      | Uwe Römer (Fecht-Club Tauberbischofsheim)          | Roman Christen (Fecht-Club Tauberbischofsheim)     | Wolfgang Wienand (OFC Bonn), Arne Weinig (FC TBB)                          |
| 1998      | Pawel Warzycha (Fecht-Club Tauberbischofsheim)     | Wolfgang Wienand (OFC Bonn)                        | Uwe Römer (FC TBB), Ralf Bißdorf (Heidenheimer SB)                         |
| 1999      | Ralf Bißdorf (Heidenheimer SB)                     | André Weßels (Fecht-Club Tauberbischofsheim)       | Lars Schache (FC TBB), Wolfgang Wienand (OFC Bonn)                         |
| 2000      | André Weßels (Fecht-Club Tauberbischofsheim)       | Lars Schache (Fecht-Club Tauberbischofsheim)       | Tobias Frank (FC TBB), Ralf Bißdorf (Heidenheimer SB)                      |
| 2001      | André Weßels (Fecht-Club Tauberbischofsheim)       | Richard Breutner (OFC Bonn)                        | Lars Schache (FC TBB), David Hausmann (OFC Bonn)                           |
| 2002      | Ralf Bißdorf (Heidenheimer SB)                     | Peter Joppich (FG Koblenz)                         | André Weßels (FC TBB), Jan-Simon Senft (OFC Bonn)                          |
| 2003      | Peter Joppich (Königsbacher SC Koblenz)            | André Weßels (Fecht-Club Tauberbischofsheim)       | Jan-Simon Senft (OFC Bonn), Johannes Krüger (KSC Koblenz)                  |
| 2004      | Peter Joppich (Königsbacher SC Koblenz)            | Lars Schache (Fecht-Club Tauberbischofsheim)       | Dominik Behr (FC TBB), Ralf Bißdorf (Heidenheimer SB)                      |
| 2005      | Benjamin Kleibrink (OFC Bonn)                      | Ralf Bißdorf (Heidenheimer SB)                     | Dominik Behr (FC TBB), André Weßels (OFC Bonn)                             |
| 2006      | Peter Joppich (Königsbacher SC Koblenz)            | Richard Breutner (OFC Bonn)                        | Ralf Bißdorf (Heidenheimer SB), Benjamin Kleibrink (OFC Bonn)              |
| 2007      | Peter Joppich (Königsbacher SC Koblenz)            | Benjamin Kleibrink (OFC Bonn)                      | Dominik Behr (FC TBB), Ralf Bißdorf (Heidenheimer SB)                      |
| 2008      | Benjamin Kleibrink (OFC Bonn)                      | André Weßels (OFC Bonn)                            | Dominik Behr (FC TBB), Christian Schlechtweg SC Berlin                     |
| 2009      | Ralf Bißdorf (Heidenheimer SB)                     | Christian Schlechtweg (SC Berlin)                  | Dominik Behr (FC TBB), Marius Braun (OFC Bonn)                             |
| 2010      | Benjamin Kleibrink (Fecht-Club Tauberbischofsheim) | Christian Schlechtweg (SC Berlin)                  | André Weßels (OFC Bonn), Richard Breutner (OFC Bonn)                       |
| 2011      | Benjamin Kleibrink (Fecht-Club Tauberbischofsheim) | Marius Braun (OFC Bonn)                            | Aljoscha Gollan (OFC Bonn), Dominik Behr (FC TBB)                          |
| 2012      | Moritz Kröplin (OFC Bonn)                          | Sebastian Bachmann (OFC Bonn)                      | Peter Joppich (CTG Koblenz), Benjamin Kleibrink (FC TBB)                   |
| 2013      | Peter Joppich (CTG Koblenz)                        | Sebastian Bachmann (Fecht-Club Tauberbischofsheim) | Johann Gustinelli (FC TBB), Marius Braun (OFC Bonn)                        |
| 2014      | Moritz Kröplin (OFC Bonn)                          | Peter Joppich (CTG Koblenz)                        | Johann Gustinelli (FC TBB), Sebastian Bachmann (FC TBB)                    |
| 2015      | Peter Joppich (CTG Koblenz)                        | André Sanità (OFC Bonn)                            | Sebastian Bachmann (FC TBB), Georg Dörr (TSG Weinheim)                     |
| 2016      | Peter Joppich (CTG Koblenz)                        | André Sanità (OFC Bonn)                            | Marius Braun (OFC Bonn), Magnus Hamlescher (OFC Bonn)                      |
| 2017      | Fabian Braun (FSV Klarental)                       | André Sanità (OFC Bonn)                            | Georg Dörr (TSG Weinheim), Benjamin Kleibrink (FC TBB)                     |
| 2018      | André Sanità (OFC Bonn)                            | Alexander Kahl (Fecht-Club Tauberbischofsheim)     | Peter Joppich (CTG Koblenz), Benjamin Kleibrink (FC TBB)                   |
| 2019      | Benjamin Kleibrink (DFC Düsseldorf)                | Peter Joppich (CTG Koblenz)                        | Fabian Braun (FSV Klarenthal), Felix Klein (FC TBB)                        |
| 2020      | nicht ausgetragen                                  | nicht ausgetragen                                  | nicht ausgetragen                                                          |
| 2021      | Marius Braun (KTF München)                         | Peter Joppich (CTG Koblenz)                        | Alexander Kahl (TG Hanau), Nils Alexander Fabinger (FC Moers)              |
| 2022      | Laurenz Rieger (TSG Weinheim)                      | André Sanita (OFC Bonn)                            | Fabian Braun (FSV Klarenthal), Felix Klein (Fecht-Club Tauberbischofsheim) |
| 2023      | Alexander Kahl (TG Hanau)                          | Ciaran Veitenheimer (TSG Weinheim)                 | Magnus Hamlescher (FC Moers), Laurenz Rieger (TSG Weinheim)                |
| 2024      | Alexander Kahl (TG Hanau)                          | Paul Luca Faul (Fecht-Club Tauberbischofsheim)     | Jan Fritsche (MTV München), Julian Detering (KTF Luitpold München)         |
| 2025      | Paul Luca Faul (Fecht-Club Tauberbischofsheim)     | Alexander Kahl (TG Dörnigheim)                     | Luis Klein (Fecht-Club Tauberbischofsheim), Laurenz Rieger (CTG Kolenz)    |

### Herrendegen
| Jahr      | Gold                                                   | Silber                                             | Bronze                                                                  |
| --------- | ------------------------------------------------------ | -------------------------------------------------- | ----------------------------------------------------------------------- |
| 1913      | Fritz Jack (FC Hermannia Frankfurt)                    | Georg Stöhr (Fechtclub Offenbach)                  | Petri (FC Offenb.), Schön, Ziegler (beide H. Frankf.)                   |
| 1914      | Emil Schön (FC Hermannia Frankfurt)                    | Fritz Jack (FC Hermannia Frankfurt)                | Heinrich Ziegler (FC Hermannia Frankfurt)                               |
| 1915–1919 | nicht ausgetragen                                      | nicht ausgetragen                                  | nicht ausgetragen                                                       |
| 1920      | Fritz Jack (FC Hermannia Frankfurt)                    | Erwin Casmir (Berliner FC)                         | Emil Schön (FC Hermannia Frankfurt)                                     |
| 1921      | Erwin Casmir (Berliner FC)                             | Emil Schön (FC Hermannia Frankfurt)                | Fritz Jack (FC Hermannia Frankfurt)                                     |
| 1922      | Hans Halberstadt (Fechtclub Offenbach)                 | Erwin Casmir (Dresdner Fecht-Club)                 | Hans Thomson (Fechtclub Offenbach)                                      |
| 1923      | Erwin Casmir (Dresdner Fecht-Club)                     | Hans Halberstadt (Fechtclub Offenbach)             | Emil Schön (FC Hermannia Frankfurt)                                     |
| 1924      | Erwin Casmir (FC Hermannia Frankfurt)                  | Fritz Jack (FC Hermannia Frankfurt)                | Heinrich Moos (FC Hermannia Frankfurt)                                  |
| 1925      | Erwin Casmir (FC Hermannia Frankfurt)                  | Hans Halberstadt (Fechtclub Offenbach)             | Emil Schön (FC Hermannia Frankfurt)                                     |
| 1926      | Erwin Casmir (FC Hermannia Frankfurt)                  | Heinrich Moos (FC Hermannia Frankfurt)             | Fritz Jack (FC Hermannia Frankfurt)                                     |
| 1927      | Erwin Casmir (FC Hermannia Frankfurt)                  | Julius Lichtenfels (FC Hermannia Frankfurt)        | Heinrich Moos (FC Hermannia Frankfurt)                                  |
| 1928      | Erwin Casmir (FC Hermannia Frankfurt)                  | Heinrich Moos (FC Hermannia Frankfurt)             | Robert Sommer (Berliner FC)                                             |
| 1929      | Heinrich Moos (FC Hermannia Frankfurt)                 | Heinz Hax (Wünsdorf)                               | Hans Halberstadt (Fechtclub Offenbach)                                  |
| 1930      | Hans Halberstadt (Fechtclub Offenbach)                 | Stefan Rosenbauer (FC Hermannia Frankfurt)         | Heinz Hax (Wünsdorf)                                                    |
| 1931      | Stefan Rosenbauer (FC Hermannia Frankfurt)             | Heinz Hax (Wünsdorf)                               | Siegfried Lerdon (Spandau)                                              |
| 1932      | Stefan Rosenbauer (FC Hermannia Frankfurt)             | Josef Uhlmann (TV Ulm)                             | Konrad Miersch (Polizei-Schule Spandau)                                 |
| 1933      | Eugen Geiwitz (TV Ulm)                                 | Stefan Rosenbauer (FC Hermannia Frankfurt)         | Siegfried Lerdon (Polizei-Sportverein Berlin)                           |
| 1934      | Eugen Geiwitz (TV Ulm)                                 | Stefan Rosenbauer (FC Hermannia Frankfurt)         | Heinz Hax (Wünsdorf)                                                    |
| 1935      | Albert Hoedicke (FR Nürnberg)                          | Josef Uhlmann (TV Ulm)                             | Siegfried Lerdon (FC Hermannia Frankfurt)                               |
| 1936      | nicht ausgetragen                                      | nicht ausgetragen                                  | nicht ausgetragen                                                       |
| 1937      | Josef Uhlmann (TV Ulm)                                 | Kretschmann (SG Berlin)                            | Siegfried Lerdon (SpVgg Allianz Berlin)                                 |
| 1938      | Siegfried Lerdon (FC Hermannia Frankfurt)              | Kretschmann (SG SS Berlin)                         | Erwin Kroggel (SG SS Berlin)                                            |
| 1939      | Siegfried Lerdon (FC Hermannia Frankfurt)              | Wenzel Rais (Oberleutensdorf)                      | Konrad Miersch (SG SS Berlin)                                           |
| 1940      | Kurt Knöbel (SG Dresden)                               | Otto Schröder (SG Berlin)                          | Erwin Kroggel (SG Berlin)                                               |
| 1941      | Erwin Kroggel (SG Berlin)                              | Siegfried Lerdon (FC Hermannia Frankfurt)          | Wilhelm Jacoby (DFC Hamburg)                                            |
| 1942      | Siegfried Lerdon (FC Hermannia Frankfurt)              | Fritz Jaxt (Fechtclub Offenbach)                   | Wilfried Pflaumbaum (SG Berlin)                                         |
| 1943      | Erwin Kroggel (SG Berlin)                              | Alfred Rhinow (SG Bad Tölz)                        | Eugen Mathies (FC Kolmar)                                               |
| 1944–1950 | nicht ausgetragen                                      | nicht ausgetragen                                  | nicht ausgetragen                                                       |
| 1951      | Erwin Kroggel (FC Hermannia Frankfurt)                 | Emil May (Berliner FK)                             | Siegfried Lerdon (FC Hermannia Frankfurt)                               |
| 1952      | Erwin Kroggel (FC Hermannia Frankfurt)                 | Klaus Dieter Güse (TK Hannover)                    | Josef Uhlmann (TSG Ulm)                                                 |
| 1953      | Paul Gnaier (Heidenheimer SB)                          | Max Köstner (TS Bayreuth)                          | Georg Neuber (Berliner FC)                                              |
| 1954      | Erwin Kroggel (TK Hannover)                            | Wilfried Pflaumenbaum (Berliner FC)                | Günter Stratmann (FSG Iserlohn)                                         |
| 1955      | Fritz Zimmermann (DFC Düsseldorf)                      | Erwin Kroggel (FC Hermannia Frankfurt)             | Paul Gnaier (Heidenheimer SB)                                           |
| 1956      | Paul Gnaier (Heidenheimer SB)                          | Siegfried Hagl (MTV München)                       | Georg Neuber (MTV München)                                              |
| 1957      | Fritz Zimmermann (DFC Düsseldorf)                      | Hans Riemann (FSG Iserlohn)                        | Hans Kühn (FC Düsseldorf)                                               |
| 1958      | Walter Köstner (FR Nürnberg)                           | Dieter Fänger (RFK Düsseldorf)                     | Paul Gnaier (Heidenheimer SB)                                           |
| 1959      | Paul Gnaier (Heidenheimer SB)                          | Georg Neuber (Berliner Fechtclub)                  | Wilhelm Brenner (TG Heilbronn)                                          |
| 1960      | Haakon Stein (TuS Rei Koblenz)                         | Georg Neuber (Berliner Fechtclub)                  | Dieter Fänger (RFK Düsseldorf)                                          |
| 1961      | Dieter Fänger (RFK Düsseldorf)                         | Paul Gnaier (Heidenheimer SB)                      | Fritz Zimmermann (DFC Düsseldorf)                                       |
| 1962      | Günter Stratmann (FSG Iserlohn)                        | Fritz Zimmermann (DFC Düsseldorf)                  | Dieter Hecke (OFC Bonn)                                                 |
| 1963      | Max Geuter (TV 1860 Frankfurt)                         | Werner Stumpfi (FCR Hamburg)                       | Dieter Hecke (OFC Bonn)                                                 |
| 1964      | Paul Gnaier (Heidenheimer SB)                          | Max Geuter (TV 1860 Frankfurt)                     | Fritz Zimmermann (DFC Düsseldorf)                                       |
| 1965      | Franz Rompza (Heidenheimer SB)                         | Fritz Zimmermann (DFC Düsseldorf)                  | Klaus Schäfer (Fechtclub Offenbach)                                     |
| 1966      | Dieter Jung (SC Würzburg)                              | Franz Rompza (Heidenheimer SB)                     | Fritz Zimmermann (DFC Düsseldorf)                                       |
| 1967      | Dieter Jung (SC Würzburg)                              | Paul Gnaier (Heidenheimer SB)                      | Friedrich Wessel (OFC Bonn)                                             |
| 1968      | Rudi Kost (MTV Stuttgart)                              | Fritz Zimmermann (DFC Düsseldorf)                  | Harald Hein (Fecht-Club Tauberbischofsheim)                             |
| 1969      | Reinhold Behr (Fecht-Club Tauberbischofsheim)          | Klaus Schäfer (Fechtclub Offenbach)                | Rudi Maier (TV Waldkirch)                                               |
| 1970      | Dieter Jung (SC Würzburg)                              | Joachim Peter (TV 1860 Frankfurt)                  | Max Geuter (TV 1860 Frankfurt)                                          |
| 1971      | Reinhold Behr (Fecht-Club Tauberbischofsheim)          | Harald Hein (Fecht-Club Tauberbischofsheim)        | Oskar Muck (Fecht-Club Tauberbischofsheim)                              |
| 1972      | Jürgen Hehn (Fecht-Club Tauberbischofsheim)            | Max Geuter (TV 1860 Frankfurt)                     | Dieter Jung (MTV Stuttgart)                                             |
| 1973      | Alexander Pusch (Fecht-Club Tauberbischofsheim)        | Volker Fischer (München)                           | Jürgen Hehn (Fecht-Club Tauberbischofsheim)                             |
| 1974      | Gert Opgenorth (TuS Zülpich)                           | Jürgen Hehn (Fecht-Club Tauberbischofsheim)        | Heine Hübner (Heidenheimer SB)                                          |
| 1975      | Alexander Pusch (Fecht-Club Tauberbischofsheim)        | Volker Fischer (Fecht-Club Tauberbischofsheim)     | Jürgen Hehn (Fecht-Club Tauberbischofsheim)                             |
| 1976      | Reinhold Behr (Fecht-Club Tauberbischofsheim)          | Alexander Pusch (Fecht-Club Tauberbischofsheim)    | Gert Opgenorth (TuS Zülpich)                                            |
| 1977      | Elmar Borrmann (Fecht-Club Tauberbischofsheim)         | Michael Scheller (FCR Hamburg)                     | Tobias Hausburg (FC Berlin-Grunewald)                                   |
| 1978      | Alexander Pusch (Fecht-Club Tauberbischofsheim)        | Reinhold Behr (Fecht-Club Tauberbischofsheim)      | Christian Adrians (Fecht-Club Tauberbischofsheim)                       |
| 1979      | Alexander Pusch (Fecht-Club Tauberbischofsheim)        | Hans Jana (Fecht-Club Tauberbischofsheim)          | Christian Frohwein (TG Dörnigheim)                                      |
| 1980      | Alexander Pusch (Fecht-Club Tauberbischofsheim)        | Reinhold Beckmann (SV Waldkirch)                   | Stefan Hörger (Heidenheimer SB)                                         |
| 1981      | Elmar Borrmann (Fecht-Club Tauberbischofsheim)         | Stefan Hörger (Heidenheimer SB)                    | Christian Adrians (Fecht-Club Tauberbischofsheim)                       |
| 1982      | Alexander Pusch (Fecht-Club Tauberbischofsheim)        | Norbert Austen (FSG Krefeld)                       | Christian Adrians (Fecht-Club Tauberbischofsheim)                       |
| 1983      | Rafael Nickel (Fecht-Club Tauberbischofsheim)          | Norbert Austen (FSG Krefeld)                       | Alexander Pusch (Fecht-Club Tauberbischofsheim)                         |
| 1984      | Elmar Borrmann (Fecht-Club Tauberbischofsheim)         | Achim Bellmann (TSV Bayer 04 Leverkusen)           | Alexander Pusch (Fecht-Club Tauberbischofsheim)                         |
| 1985      | Achim Bellmann (TSV Bayer 04 Leverkusen)               | Arnd Schmitt (Fecht-Club Tauberbischofsheim)       | Alexander Pusch (Fecht-Club Tauberbischofsheim)                         |
| 1986      | Alexander Pusch (Fecht-Club Tauberbischofsheim)        | Stefan Hörger (Heidenheimer SB)                    | Arnd Schmitt (Fecht-Club Tauberbischofsheim)                            |
| 1987      | Arnd Schmitt (TSV Bayer 04 Leverkusen)                 | Achim Bellmann (TSV Bayer 04 Leverkusen)           | Reinhard Berger (Fecht-Club Tauberbischofsheim)                         |
| 1988      | Alexander Pusch (Fecht-Club Tauberbischofsheim)        | Volker Fischer (Fecht-Club Tauberbischofsheim)     | Arnd Schmitt (TSV Bayer 04 Leverkusen)                                  |
| 1989      | Thomas Gerull (Fecht-Club Tauberbischofsheim)          | Patrick Draenert (Heidenheimer SB)                 | Günter Jauch (Heidenheimer SB)                                          |
| 1990      | Günter Jauch (Heidenheimer SB)                         | Thomas Gerull (Fecht-Club Tauberbischofsheim)      | Mariusz Strzałka (Fecht-Club Tauberbischofsheim)                        |
| 1991      | Arnd Schmitt (Heidenheimer SB)                         | Mariusz Strzałka (Fecht-Club Tauberbischofsheim)   | Michael Flegler (Fecht-Club Tauberbischofsheim)                         |
| 1992      | Wladimir Resnitschenko (Fecht-Club Tauberbischofsheim) | Robert Felisiak (Fecht-Club Tauberbischofsheim)    | Mark Steifensand (Heidenheimer SB)                                      |
| 1993      | Robert Felisiak (Fecht-Club Tauberbischofsheim)        | Michael Flegler (Fecht-Club Tauberbischofsheim)    | Uwe Proske (SC Berlin)                                                  |
| 1994      | Arnd Schmitt (TSV Bayer 04 Leverkusen)                 | Reinhard Berger (Fecht-Club Tauberbischofsheim)    | Patrick Draenert (Heidenheimer SB), Günter Jauch (Heidenheimer SB)      |
| 1995      | Michael Flegler (Fecht-Club Tauberbischofsheim)        | Arnd Schmitt (TSV Bayer 04 Leverkusen)             | Mariusz Strzałka (FC TBB), Stephan Kaupert (FC TBB)                     |
| 1996      | Mariusz Strzałka (Fecht-Club Tauberbischofsheim)       | Elmar Borrmann (Fecht-Club Tauberbischofsheim)     | Günther Krajewski (FC TBB), Ingo Grausam (Heidenheimer SB)              |
| 1997      | Arnd Schmitt (TSV Bayer 04 Leverkusen)                 | Elmar Borrmann (Fecht-Club Tauberbischofsheim)     | Mariusz Strzałka (FC TBB), Patrick Draenert (Heidenheimer SB)           |
| 1998      | Arnd Schmitt (TSV Bayer 04 Leverkusen)                 | Michael Flegler (Fecht-Club Tauberbischofsheim)    | Patrick Draenert (Heidenheimer SB), Oliver Lücke (OFC Bonn)             |
| 1999      | Arnd Schmitt (TSV Bayer 04 Leverkusen)                 | Oliver Lücke (OFC Bonn)                            | Daniel Strigel (FC TBB), Michael Flegler (FC TBB)                       |
| 2000      | Sven Schmid (Fecht-Club Tauberbischofsheim)            | Daniel Strigel (Fecht-Club Tauberbischofsheim)     | Michael Flegler (FC TBB), Achim Bellmann (Bay. Leverkusen)              |
| 2001      | Sven Schmid (Fecht-Club Tauberbischofsheim)            | Christoph Kneip (TSV Bayer 04 Leverkusen)          | Oliver Lücke (OFC Bonn), Michael Flegler (FC TBB)                       |
| 2002      | Jörg Fiedler (Fecht-Club Tauberbischofsheim)           | Wolfgang Reich (Heidenheimer SB)                   | Alexander Nemeth (Bay. Leverkusen), Cyrill Hornuss (Bay. Leverkusen)    |
| 2003      | Daniel Strigel (Fecht-Club Tauberbischofsheim)         | Jörg Fiedler (Fecht-Club Tauberbischofsheim)       | Christoph Kneip (Bay. Leverkusen), Sven Schmid (FC TBB)                 |
| 2004      | Sven Schmid (Fecht-Club Tauberbischofsheim)            | Daniel Strigel (Fecht-Club Tauberbischofsheim)     | Jörg Fiedler (FC TBB), Jens Pfeiffer (Bay. Leverkusen)                  |
| 2005      | Tilmann Fetzer (Heidenheimer SB)                       | Jörg Fiedler (Fecht-Club Tauberbischofsheim)       | Martin Schmitt (FC TBB), Michael Flegler (TSF Ditzingen)                |
| 2006      | Martin Schmitt (Fecht-Club Tauberbischofsheim)         | Norman Ackermann (Fecht-Club Tauberbischofsheim)   | Christoph Kneip (Bay. Leverkusen), Jörg Fiedler (FC TBB)                |
| 2007      | Wolfgang Reich (Heidenheimer SB)                       | Jörg Fiedler (Fecht-Club Tauberbischofsheim)       | Sven Schmid (FC TBB), Martin Schmitt (FC TBB)                           |
| 2008      | Sven Schmid (Fecht-Club Tauberbischofsheim)            | Jörg Fiedler (Fecht-Club Tauberbischofsheim)       | Norman Ackermann (FC TBB), Martin Schmitt (FC TBB)                      |
| 2009      | Jörg Fiedler (Fecht-Club Tauberbischofsheim)           | Sven Schmid (Fecht-Club Tauberbischofsheim)        | Christoph Kneip (Bay. Leverkusen), Steffen Launer (SV Böblingen)        |
| 2010      | Martin Schmitt (Fecht-Club Tauberbischofsheim)         | Christoph Kneip (TSV Bayer 04 Leverkusen)          | Raphael Steinberger (TuS Zülpich), Jörg Fiedler (FC TBB)                |
| 2011      | Christoph Kneip (TSV Bayer 04 Leverkusen)              | Jörg Fiedler (FC Leipzig)                          | Falk Spautz (WMTV Solingen), Norman Ackermann (FC TBB)                  |
| 2012      | Steffen Launer (SV Böblingen)                          | Niklas Multerer (Heidenheimer SB)                  | Jörg Fiedler (FC Leipzig), Raphael Steinberger (WMTV Solingen)          |
| 2013      | Christoph Kneip (TSV Bayer 04 Leverkusen)              | Jörg Fiedler (FC Leipzig)                          | Constantin Böhm (Heidenheimer SB), Sven Gierisch (FC TBB)               |
| 2014      | Nikolaus Bodoczi (Fechtclub Offenbach)                 | Stephan Rein (Heidenheimer SB)                     | Norman Ackermann (FC TBB), Jens Kientzle (SV Böblingen)                 |
| 2015      | Constantin Böhm (Heidenheimer SB)                      | Jörg Fiedler (FC Leipzig)                          | Christoph Kneip (Bay. Leverkusen), Raphael Steinberger (WMTV Solingen)  |
| 2016      | Richard Schmidt (Fecht-Club Tauberbischofsheim)        | Fabian Herzberg (TSV Bayer 04 Leverkusen)          | Constantin Böhm (Heidenheimer SB), Raphael Steinberger (WMTV Solingen)  |
| 2017      | Fabian Herzberg (TSV Bayer 04 Leverkusen)              | Niklas Multerer (Heidenheimer SB)                  | Toni Kneist (SC Berlin), Nikolaus Bodoczi (FC Offenbach)                |
| 2018      | Niklas Multerer (Heidenheimer SB)                      | Toni Kneist (SC Berlin)                            | Rico Braun (FC TBB), Fabian Herzberg (Bay. Leverkusen)                  |
| 2019      | Nikolaus Bodoczi (FC Offenbach)                        | Samuel Unterhauser (Fecht-Club Tauberbischofsheim) | Fabian Herzberg (Bay. Leverkusen), Niklas Multerer (Heidenheimer SB)    |
| 2020–2021 | nicht ausgetragen                                      | nicht ausgetragen                                  | nicht ausgetragen                                                       |
| 2022      | Samuel Unterhauser (Fecht-Club Tauberbischofsheim)     | Richard Schmidt (Fecht-Club Tauberbischofsheim)    | Peter Bitsch (TSG Rohrbach), Marco Brinkmann (Bay. Leverkusen)          |
| 2023      | Richard Schmidt (Fecht-Club Tauberbischofsheim)        | Fabian Herzberg (TSV Bayer 04 Leverkusen)          | Lukas Bellmann (Bay. Leverkusen), André Hoch (FC TBB)                   |
| 2024      | Nikolaus Bodoczi (FC Offenbach)                        | Marco Brinkmann (TSV Bayer 04 Leverkusen)          | Tobias Weckerle (Bay. Leverkusen), Jakob Stange (Fechtzentrum Solingen) |

### Herrensäbel
| Jahr      | Gold                                              | Silber                                            | Bronze                                                                  |
| --------- | ------------------------------------------------- | ------------------------------------------------- | ----------------------------------------------------------------------- |
| 1913      | Hermann Plaskuda (Berlin)                         | Emil Schön (FC Hermannia Frankfurt)               | Hans Thomson (Fechtclub Offenbach)                                      |
| 1914      | Julius Lichtenfels (Fechtclub Offenbach)          | Heinrich Ziegler (FC Hermannia Frankfurt)         | Fitting (Militär-Turnanstalt Berlin)                                    |
| 1915–1919 | nicht ausgetragen                                 | nicht ausgetragen                                 | nicht ausgetragen                                                       |
| 1920      | Erwin Casmir (FC Hermannia Frankfurt)             | Hans Halberstadt (Fechtclub Offenbach)            | Julius Lichtenfels (Fechtclub Offenbach)                                |
| 1921      | Hans Thomson (Fechtclub Offenbach)                | Erwin Casmir (Berliner FC)                        | Hans Halberstadt (Fechtclub Offenbach)                                  |
| 1922      | Erwin Casmir (Dresdner Fecht-Club)                | Hans Halberstadt (Fechtclub Offenbach)            | Hans Thomson (Fechtclub Offenbach)                                      |
| 1923      | Erwin Casmir (Dresdner Fecht-Club)                | Hans Halberstadt (Fechtclub Offenbach)            | Hans Thomson (Fechtclub Offenbach)                                      |
| 1924      | Erwin Casmir (FC Hermannia Frankfurt)             | Hans Thomson (Fechtclub Offenbach)                | Julius Lichtenfels (Fechtclub Offenbach)                                |
| 1925      | Erwin Casmir (FC Hermannia Frankfurt)             | Emil Schön (FC Hermannia Frankfurt)               | Hans Thomson (Fechtclub Offenbach)                                      |
| 1926      | Erwin Casmir (FC Hermannia Frankfurt)             | Hans Thomson (Fechtclub Offenbach)                | Heinrich Moos (FC Hermannia Frankfurt)                                  |
| 1927      | Erwin Casmir (FC Hermannia Frankfurt)             | Hans Thomson (Fechtclub Offenbach)                | Hans Halberstadt (Fechtclub Offenbach)                                  |
| 1928      | Erwin Casmir (FC Hermannia Frankfurt)             | Hans Halberstadt (Fechtclub Offenbach)            | Hans Thomson (Fechtclub Offenbach)                                      |
| 1929      | Hans Thomson (Fechtclub Offenbach)                | Heinrich Moos (FC Hermannia Frankfurt)            | Heinrich (TV Hof)                                                       |
| 1930      | nicht ausgetragen                                 | nicht ausgetragen                                 | nicht ausgetragen                                                       |
| 1931      | Heinrich Moos (BK Berlin)                         | Julius Eisenecker (FC Hermannia Frankfurt)        | Leonhardt (Dresdner Fecht-Club)                                         |
| 1932      | Heinrich Moos (BK Berlin)                         | August Heim (TV Offenbach)                        | Richard Wahl (TV 1860 Frankfurt)                                        |
| 1933      | August Heim (Fechtclub Offenbach)                 | Hans Esser (DFC Düsseldorf)                       | Hans-Georg Jörger (FC Hermannia Frankfurt)                              |
| 1934      | August Heim (Fechtclub Offenbach)                 | Hans-Georg Jörger (FC Hermannia Frankfurt)        | Richard Wahl (TV 1860 Frankfurt)                                        |
| 1935      | August Heim (Fechtclub Offenbach)                 | Julius Eisenecker (FC Hermannia Frankfurt)        | Hans Esser (DFC Düsseldorf)                                             |
| 1936      | nicht ausgetragen                                 | nicht ausgetragen                                 | nicht ausgetragen                                                       |
| 1937      | Julius Eisenecker (FC Hermannia Frankfurt)        | August Heim (TV Offenbach)                        | Hans Esser (DFC Düsseldorf)                                             |
| 1938      | August Heim (Fechtclub Offenbach)                 | Hans Esser (DFC Düsseldorf)                       | Josef Losert (SG SS Wien)                                               |
| 1939      | Julius Eisenecker (FC Hermannia Frankfurt)        | Loisl (Nürnberg)                                  | Rudolf Wahl (FC Hermannia Frankfurt)                                    |
| 1940      | Hervarth Frass von Friedenfeldt (SG Berlin)       | Richard Liebscher (SG Berlin)                     | Josef Losert (SG Berlin)                                                |
| 1941      | Hans Esser (DFC Düsseldorf)                       | Herrmann Hainke (SG Berlin)                       | Richard Liebscher (SG Berlin)                                           |
| 1942      | Richard Liebscher (SG Berlin)                     | Hans Esser (DFC Düsseldorf)                       | Julius Eisenecker (FC Hermannia Frankfurt)                              |
| 1943      | Richard Liebscher (SG Berlin)                     | Kurt Knöbel (SG Dresden)                          | Ewald Kamalla (SG Polizei Berlin)                                       |
| 1944–1950 | nicht ausgetragen                                 | nicht ausgetragen                                 | nicht ausgetragen                                                       |
| 1951      | Richard Liebscher (TK Hannover)                   | Hans Esser (DFC Düsseldorf)                       | Heinrich Limpert (FC Fürth)                                             |
| 1952      | Richard Liebscher (TK Hannover)                   | Siegfried Rossner (TK Hannover)                   | Hans Esser (DFC Düsseldorf)                                             |
| 1953      | Hans Esser (DFC Düsseldorf)                       | Willy Fascher (TK Hannover)                       | Heinrich Limpert (FC Fürth)                                             |
| 1954      | Siegfried Rossner (TK Hannover)                   | Willy Fascher (TK Hannover)                       | Otto Adam (Saar 05 Saarbrücken)                                         |
| 1955      | Günter Stratmann (FSG Iserlohn)                   | Günther Knödler (Saarbrücken)                     | Egon Gehlen (DFC Düsseldorf)                                            |
| 1956      | Günter Stratmann (FSG Iserlohn)                   | Jürgen Stiller (Fechtclub Offenbach)              | Wilfried Wöhler (WMTV Solingen)                                         |
| 1957      | Jürgen Theuerkauff (OFC Bonn)                     | Wilfried Wöhler (WMTV Solingen)                   | Walter Köstner (FR Nürnberg)                                            |
| 1958      | Wilfried Wöhler (ETV Hamburg)                     | Jürgen Theuerkauff (OFC Bonn)                     | Dieter Löhr (TuS Leverkusen)                                            |
| 1959      | Jürgen Theuerkauff (OFC Bonn)                     | Wilfried Wöhler (ETV Hamburg)                     | Walter Köstner (FR Nürnberg)                                            |
| 1960      | Wilfried Wöhler (FCR Hamburg)                     | Walter Köstner (FR Nürnberg)                      | Jürgen Theuerkauff (OFC Bonn)                                           |
| 1961      | Jürgen Theuerkauff (OFC Bonn)                     | Walter Köstner (FR Nürnberg)                      | Wilfried Wöhler (FCR Hamburg)                                           |
| 1962      | Percy Borucki (SC Rei Koblenz)                    | Jürgen Theuerkauff (OFC Bonn)                     | Walter Köstner (MTV München)                                            |
| 1963      | Jürgen Theuerkauff (OFC Bonn)                     | Klaus Allisat (SC Rei Koblenz)                    | Walter Köstner (FCR Hamburg)                                            |
| 1964      | Walter Köstner (MTV München)                      | Dieter Wellmann (OFC Bonn)                        | Jürgen Theuerkauff (OFC Bonn)                                           |
| 1965      | Jürgen Theuerkauff (OFC Bonn)                     | Klaus Allisat (SC Rei Koblenz)                    | Dieter Wellmann (OFC Bonn)                                              |
| 1966      | Paul Wischeidt (TSV Bayer Dormagen)               | Jürgen Theuerkauff (OFC Bonn)                     | Klaus Allisat (SC Rei Koblenz)                                          |
| 1967      | Walter Köstner (FCR Hamburg)                      | Percy Borucki (SC Rei Koblenz)                    | Dieter Wellmann (OFC Bonn)                                              |
| 1968      | Walter Köstner (FCR Hamburg)                      | Klaus Allisat (SC Rei Koblenz)                    | Jürgen Theuerkauff (OFC Bonn)                                           |
| 1969      | Walter Köstner (FC Berlin Grunewald)              | Paul Wischeidt (TSV Bayer Dormagen)               | Volker Duschner (MTV München)                                           |
| 1970      | Paul Wischeidt (TSV Bayer Dormagen)               | Volker Duschner (TuS Rei Koblenz)                 | Rainer Hartmann (FC Hermannia Frankfurt)                                |
| 1971      | Knut Höhne (Königsbacher SC Koblenz)              | Paul Wischeidt (TSV Bayer Dormagen)               | Volker Duschner (Königsbacher SC Koblenz)                               |
| 1972      | Paul Wischeidt (TSV Bayer Dormagen)               | Knut Höhne (Königsbacher SC Koblenz)              | Volker Duschner (Königsbacher SC Koblenz)                               |
| 1973      | Knut Höhne (Königsbacher SC Koblenz)              | Dieter Wellmann (OFC Bonn)                        | Volker Duschner (Königsbacher SC Koblenz)                               |
| 1974      | Jörg Stratmann (FSG Iserlohn)                     | Volker Duschner (Königsbacher SC Koblenz)         | Tycho Weißgerber (TSG Dortmund)                                         |
| 1975      | Walter Convents (OFC Bonn)                        | Dieter Wellmann (OFC Bonn)                        | Knut Höhne (Königsbacher SC Koblenz)                                    |
| 1976      | Michael Dehmer (TSV Bayer Dormagen)               | Tycho Weißgerber (TSG Dortmund)                   | Walter Convents (OFC Bonn)                                              |
| 1977      | Carl-Fritz Fitting (OFC Bonn)                     | Jörg Stratmann (FSG Iserlohn)                     | Lutz Schirrmacher (München)                                             |
| 1978      | Jörg Stratmann (FSG Iserlohn)                     | Michael Dehmer (TSV Bayer Dormagen)               | Lutz Schirrmacher (München)                                             |
| 1979      | Jörg Stratmann (FSG Iserlohn)                     | Jürgen Grosser (TSV Bayer Dormagen)               | Wolfgang Marzodko (OFC Bonn)                                            |
| 1980      | Jürgen Nolte (VfL Sankt Augustin)                 | Dieter Schneider (Fecht-Club Tauberbischofsheim)  | Carl-Fritz Fitting (OFC Bonn)                                           |
| 1981      | Jürgen Nolte (VfL Sankt Augustin)                 | Jörg Stratmann (FSG Iserlohn)                     | Gerold Boch (OFC Bonn)                                                  |
| 1982      | Jürgen Nolte (VfL Sankt Augustin)                 | Dieter Schneider (Fecht-Club Tauberbischofsheim)  | Freddy Scholz (TSV Bayer Dormagen)                                      |
| 1983      | Jürgen Nolte (VfL Sankt Augustin)                 | Jörg Stratmann (FSG Iserlohn)                     | Dieter Schneider (Fecht-Club Tauberbischofsheim)                        |
| 1984      | Jörg Stratmann (FSG Iserlohn)                     | Freddy Scholz (TSV Bayer Dormagen)                | Dieter Schneider (Fecht-Club Tauberbischofsheim)                        |
| 1985      | Jürgen Nolte (VfL Sankt Augustin)                 | Ulrich Eifler (OFC Bonn)                          | Dieter Schneider (Fecht-Club Tauberbischofsheim)                        |
| 1986      | Jürgen Nolte (VfL Sankt Augustin)                 | Stephan Thönneßen (TSV Bayer Dormagen)            | Dieter Schneider (Fecht-Club Tauberbischofsheim)                        |
| 1987      | Jürgen Nolte (OFC Bonn)                           | Felix Becker (OFC Bonn)                           | Stephan Thönneßen (TSV Bayer Dormagen)                                  |
| 1988      | Felix Becker (OFC Bonn)                           | Jürgen Nolte (OFC Bonn)                           | Ulrich Eifler (OFC Bonn)                                                |
| 1989      | Ulrich Eifler (OFC Bonn)                          | Felix Becker (OFC Bonn)                           | Michael Huchwajda (Fecht-Club Tauberbischofsheim)                       |
| 1990      | Jürgen Nolte (OFC Bonn)                           | Eero Lehmann (FC Ratingen)                        | Martin Wendel (Fecht-Club Tauberbischofsheim)                           |
| 1991      | Felix Becker (OFC Bonn)                           | Ulrich Eifler (OFC Bonn)                          | Jürgen Nolte (OFC Bonn)                                                 |
| 1992      | Jacek Huchwajda (Fecht-Club Tauberbischofsheim)   | Ulrich Eifler (OFC Bonn)                          | Klaus Wischeid (TSV Bayer Dormagen)                                     |
| 1993      | Felix Becker (TSV Bayer Dormagen)                 | Jacek Huchwajda (Fecht-Club Tauberbischofsheim)   | Jörg Kempenich (OFC Bonn)                                               |
| 1994      | Felix Becker (TSV Bayer Dormagen)                 | Ulrich Eifler (Fecht-Club Tauberbischofsheim)     | Franz Bleckmann (OFC Bonn), Matthias Möseler (OFC Bonn)                 |
| 1995      | Jacek Huchwajda (Fecht-Club Tauberbischofsheim)   | Steffen Wiesinger (Fecht-Club Tauberbischofsheim) | Franz Bleckmann (OFC Bonn), Jörg Kempenich (OFC Bonn)                   |
| 1996      | Felix Becker (TSV Bayer Dormagen)                 | Steffen Wiesinger (Fecht-Club Tauberbischofsheim) | Jörg Kempenich (OFC Bonn), Michael Huchwajda (FC TBB)                   |
| 1997      | Eero Lehmann (Fecht-Club Tauberbischofsheim)      | Felix Becker (TSV Bayer Dormagen)                 | Steffen Wiesinger (FC TBB), Alexander Weber (OFC Bonn)                  |
| 1998      | Steffen Wiesinger (Fecht-Club Tauberbischofsheim) | Michael Huchwajda (Fecht-Club Tauberbischofsheim) | Phillip Kruck (FC TBB), Mark Zimmermann (TSG Eislingen)                 |
| 1999      | Steffen Wiesinger (Fecht-Club Tauberbischofsheim) | Christian Kraus (TSG Eislingen)                   | Jacek Huchwajda (FC TBB), Martin Wendel (FC TBB)                        |
| 2000      | Wiradech Kothny (FG Koblenz)                      | Alexander Weber (Fecht-Club Tauberbischofsheim)   | Dennis Bauer (FG Koblenz), Harald Stehr (TSG Eislingen)                 |
| 2001      | Dennis Bauer (FG Koblenz)                         | Mark Zimmermann (TSG Eislingen)                   | Michael Huchwajda (FC TBB), Alexander Weber (FC TBB)                    |
| 2002      | Alexander Weber (Fecht-Club Tauberbischofsheim)   | Matthias Grimm (Fecht-Club Tauberbischofsheim)    | Steven Bauer (FG Koblenz), Harald Stehr (TSG Eislingen)                 |
| 2003      | Christian Kraus (TSG Eislingen)                   | Michael Herm (TSG Eislingen)                      | Dennis Bauer (KSC Koblenz), Steven Bauer (KSC Koblenz)                  |
| 2004      | Christian Kraus (TSG Eislingen)                   | Franz Boghicev (Königsbacher SC Koblenz)          | Dennis Bauer (KSC Koblenz), Phillipp Kruck (FC TBB)                     |
| 2005      | Christian Kraus (TSG Eislingen)                   | Björn Hübner (Fecht-Club Tauberbischofsheim)      | Martin Kindt (FC TBB), Nicolas Limbach (Bay. Dormagen)                  |
| 2006      | Nicolas Limbach (TSV Bayer Dormagen)              | Dennis Bauer (Königsbacher SC Koblenz)            | Björn Hübner (FC TBB), Harald Stehr (TSG Eislingen)                     |
| 2007      | Nicolas Limbach (TSV Bayer Dormagen)              | Steven Bauer (Königsbacher SC Koblenz)            | Benedikt Beisheim (Bay. Dormagen), Harald Stehr (TSG Eislingen)         |
| 2008      | Johannes Klebes (Fecht-Club Tauberbischofsheim)   | Max Hartung (TSV Bayer Dormagen)                  | Martin Kindt (FC TBB), Benedikt Beisheim (Bay. Dormagen)                |
| 2009      | Nicolas Limbach (TSV Bayer Dormagen)              | Johannes Klebes (Fecht-Club Tauberbischofsheim)   | Björn Hübner (FC TBB), Richard Hübers (Bay. Dormagen)                   |
| 2010      | Björn Hübner (Fecht-Club Tauberbischofsheim)      | Nicolas Limbach (TSV Bayer Dormagen)              | Sebastian Schrödter (Bay. Dormagen), Maximilian Kindler (TSG Eislingen) |
| 2011      | Nicolas Limbach (TSV Bayer Dormagen)              | Johannes Klebes (Fecht-Club Tauberbischofsheim)   | Benedikt Beisheim (Bay. Dormagen), Benedikt Wagner (Bay. Dormagen)      |
| 2012      | Nicolas Limbach (TSV Bayer Dormagen)              | Benedikt Wagner (TSV Bayer Dormagen)              | Johannes Klebes (FC TBB), Maximilian Kindler (TSG Eislingen)            |
| 2013      | Benedikt Wagner (TSV Bayer Dormagen)              | Matyas Szabo (TSV Bayer Dormagen)                 | Richard Hübers (Bay. Dormagen), Maximilian Kindler (TSG Eislingen)      |
| 2014      | Matyas Szabo (TSV Bayer Dormagen)                 | Max Hartung (TSV Bayer Dormagen)                  | Benedikt Wagner (Bay. Dormagen), Björn Hübner (FC TBB)                  |
| 2015      | Matyas Szabo (TSV Bayer Dormagen)                 | Björn Hübner (Fecht-Club Tauberbischofsheim)      | Max Hartung (Bay. Dormagen), Richard Hübers (Bay. Dormagen)             |
| 2016      | Max Hartung (TSV Bayer Dormagen)                  | Benedikt Wagner (TSV Bayer Dormagen)              | Maximilian Kindler (TSG Eislingen), Richard Hübers (Bay. Dormagen)      |
| 2017      | Benedikt Wagner (TSV Bayer Dormagen)              | Richard Hübers (TSV Bayer Dormagen)               | Robin Schrödter (Bay. Dormagen), Matyas Szabo (Bay. Dormagen)           |
| 2018      | Benedikt Wagner (TSV Bayer Dormagen)              | Matyas Szabo (TSV Bayer Dormagen)                 | Max Hartung (Bay. Dormagen), Richard Hübers (Bay. Dormagen)             |
| 2019      | Raoul Bonah (TSV Bayer Dormagen)                  | Björn Hübner (Future Fencing Werbach)             | Luis Bonah (Bay. Dormagen), Benno Schneider (Bay. Dormagen)             |
| 2020–2021 | nicht ausgetragen                                 | nicht ausgetragen                                 | nicht ausgetragen                                                       |
| 2022      | Matyas Szabo (TSV Bayer Dormagen)                 | Luis Bonah (TSV Bayer Dormagen)                   | Benno Schneider (Bay. Dormagen), Frederic Kindler (TSG Eislingen)       |
| 2023      | Frederic Kindler (TSG Eislingen)                  | Philipp-Bernd Methner (TSV Bayer Dormagen)        | Max Laurin Müller (Bay. Dormagen), Lorenz Kempf (Bay. Dormagen)         |
| 2024      | Leon Schlaffer (TSV Bayer Dormagen)               | Philipp-Bernd Methner (TSV Bayer Dormagen)        | Leon Kuzmin (Bay. Dormagen), Julian Maklakov (FS Bielefelder TG)        |

### Damenflorett
Die Einzelmeisterschaften im Damenflorett werden seit 1923 ausgetragen.
| Jahr      | Gold                                                 | Silber                                              | Bronze                                                     |
| --------- | ---------------------------------------------------- | --------------------------------------------------- | ---------------------------------------------------------- |
| 1923      | Stefanie Stern (Fechtclub Offenbach)                 | Liesel Hartmann (Fechtclub Offenbach)               | Günther (Dresden)                                          |
| 1924      | Stefanie Stern (Fechtclub Offenbach)                 | Helene Mayer (Fechtclub Offenbach)                  | Liesel Hartmann (Fechtclub Offenbach)                      |
| 1925      | Helene Mayer (Fechtclub Offenbach)                   | Stefanie Stern (Fechtclub Offenbach)                | Liesel Hartmann (Fechtclub Offenbach)                      |
| 1926      | Helene Mayer (Fechtclub Offenbach)                   | Liesel Hartmann (Fechtclub Offenbach)               | Degenkolbe (Dresdner Fecht-Club)                           |
| 1927      | Helene Mayer (Fechtclub Offenbach)                   | Olga Oelkers (Fechtclub Offenbach)                  | Pompl (FC München im TV Jahn)                              |
| 1928      | Helene Mayer (Fechtclub Offenbach)                   | Liesel Hartmann (Fechtclub Offenbach)               | Bihlmayer (FC Mainz)                                       |
| 1929      | Helene Mayer (Fechtclub Offenbach)                   | Olga Oelkers (Fechtclub Offenbach)                  | Erna Sondheim (FC München im TV Jahn)                      |
| 1930      | Helene Mayer (Fechtclub Offenbach)                   | Erna Sondheim (FC München im TV Jahn)               | Tilly Merz (FC Rüdesheim)                                  |
| 1931      | Tilly Merz (FC Rüdesheim)                            | Rotraud von Wachter (FC München im TV Jahn)         | Talman (Hamburger FC)                                      |
| 1932      | Olga Oelkers (Fechtclub Offenbach)                   | Hedwig Haß (TV Offenbach)                           | Leni Oslob (TSV 1867 Leipzig)                              |
| 1933      | Hedwig Haß (TV Offenbach)                            | Olga Oelkers (TV Offenbach)                         | Jüngst (TV Offenbach / Bürgel)                             |
| 1934      | Hedwig Haß (TV Offenbach)                            | Leni Oslob (TSV 1867 Leipzig)                       | Rotraud von Wachter (Deutscher Offiziers-Bund München)     |
| 1935      | Hedwig Haß (TV Offenbach)                            | Olga Oelkers (Fechtclub Offenbach)                  | Leni Oslob (TSV 1867 Leipzig)                              |
| 1936      | nicht ausgetragen                                    | nicht ausgetragen                                   | nicht ausgetragen                                          |
| 1937      | Leni Oslob (TSV 1867 Leipzig)                        | Rotraud von Wachter (Sportkameraden München)        | Deutzer (TV Offenbach)                                     |
| 1938      | Hedwig Haß (Fechtclub Offenbach)                     | Friederike Wenisch (Balmung Wien)                   | Trude Jacob (TV Offenbach)                                 |
| 1939      | Hedwig Haß (Fechtclub Offenbach)                     | Ellen Preis (Wien)                                  | Lilo Deutzer TV Offenbach                                  |
| 1940      | Lilo Allgayer (Fechtclub Offenbach)                  | Leni Höfer-Oslob (TSV 1867 Leipzig)                 | Felicitas Dietrich (TG Berlin)                             |
| 1941      | Hedwig Haß (Fechtclub Offenbach)                     | Leni Höfer-Oslob (TSV 1867 Leipzig)                 | Gisela Krausgrill (Fechtclub Offenbach)                    |
| 1942      | Lilo Allgayer (Fechtclub Offenbach)                  | Brigitte Schöne (TC Chemnitz)                       | Hedwig Haß (Fechtclub Offenbach)                           |
| 1943      | Lilo Allgayer (Fechtclub Offenbach)                  | Leni Höfer-Oslob (TSV 1867 Leipzig)                 | Hedwig Haß (Fechtclub Offenbach)                           |
| 1944–1950 | nicht ausgetragen                                    | nicht ausgetragen                                   | nicht ausgetragen                                          |
| 1951      | Johanna Hagedorn (DFC Düsseldorf)                    | Helmi Höhle (Fechtclub Offenbach)                   | Ilse Keydel (TK Hannover)                                  |
| 1952      | Lilo Allgayer (FC Hermannia Frankfurt)               | Gerlinde Spies (FC Hermannia Frankfurt)             | Trude Jacob (Fechtclub Offenbach)                          |
| 1953      | Helmi Höhle (Fechtclub Offenbach)                    | Ilse Keydel (TK Hannover)                           | Trude Jacob (Fechtclub Offenbach)                          |
| 1954      | Magda Müller (TV Offenbach)                          | Ilse Keydel (TK Hannover)                           | Trude Jacob (Fechtclub Offenbach)                          |
| 1955      | Ilse Keydel (TK Hannover)                            | Perin-Allgayer (FC Hermannia Frankfurt)             | Magda Müller (TV Offenbach)                                |
| 1956      | Helmi Höhle (Fechtclub Offenbach)                    | Trude Jacob (Fechtclub Offenbach)                   | Ilse Meyer (FSG Iserlohn)                                  |
| 1957      | Heidi Schmid (TSV Schwaben Augsburg)                 | Ilse Keydel (TK Hannover)                           | Else Ommenborn (ATSV Saarbrücken)                          |
| 1958      | Helmi Höhle (Fechtclub Offenbach)                    | Astrid Bernd (TK Hannover)                          | Gundi Vorbrich (OFC Bonn)                                  |
| 1959      | Heidi Schmid (TSV Schwaben Augsburg)                 | Helga Mees (TB Saarbrücken)                         | Isgard Kapune (Fechterschaft Soest)                        |
| 1960      | Helga Mees (TB Saarbrücken)                          | Heidi Schmid (TSV Schwaben Augsburg)                | Gundi Vorbrich (OFC Bonn)                                  |
| 1961      | Helga Mees (TB Saarbrücken)                          | Heidi Schmid (TSV Schwaben Augsburg)                | Rosemarie Weiß (TS Freiburg)                               |
| 1962      | Rosemarie Weiß (TS Freiburg)                         | Helga Mees (TB Saarbrücken)                         | Gudrun Theuerkauff (OFC Bonn)                              |
| 1963      | Ursula Michels (OFC Bonn)                            | Helga Mees (TB Saarbrücken)                         | Helga Schickedanz (TV Offenbach)                           |
| 1964      | Heidi Schmid (TSV Schwaben Augsburg)                 | Helga Mees (TB Saarbrücken)                         | Rosemarie Scherberger (TS Freiburg)                        |
| 1965      | Heidi Schmid (TSV Schwaben Augsburg)                 | Helga Mees (TB Saarbrücken)                         | Helga Becker (Fechtclub Offenbach)                         |
| 1966      | Heidi Schmid (TSV Schwaben Augsburg)                 | Helga Mees (TB Saarbrücken)                         | Monika Pulch (SC Rei Koblenz)                              |
| 1967      | Heidi Schmid (TSV Schwaben Augsburg)                 | Gudrun Theuerkauff (OFC Bonn)                       | Ingrid Mielke (Kölner FK)                                  |
| 1968      | Heidi Schmid (TSV Schwaben Augsburg)                 | Helga Mees (TB Saarbrücken)                         | Erika Bethmann (ETV Hamburg)                               |
| 1969      | Karin Gießelmann (Fecht-Club Tauberbischofsheim)     | Helga Reinhard (TSG Weinheim)                       | Ingrid Koch (Kölner FK)                                    |
| 1970      | Irmela Eggert (Kölner FK)                            | Monika Pulch (SC Rei Koblenz)                       | Erika Bethmann (ETV Hamburg)                               |
| 1971      | Brigitte Oertel (Königsbacher SC Koblenz)            | Karin Gießelmann (Fecht-Club Tauberbischofsheim)    | Jutta Popken (Königsbacher SC Koblenz)                     |
| 1972      | Karin Gießelmann (Fecht-Club Tauberbischofsheim)     | Monika Pulch (Königsbacher SC Koblenz)              | Ute Kircheis (FC Quadrath-Ichendorf)                       |
| 1973      | Ingrid Koch (Kölner FK)                              | Christel Röhm (Kölner FK)                           | Karin Rutz (Fecht-Club Tauberbischofsheim)                 |
| 1974      | Ute Wessel (FC Quadrath-Ichendorf)                   | Gudrun Lotter (Fecht-Club Tauberbischofsheim)       | Jutta Höhne (Königsbacher SC Koblenz)                      |
| 1975      | Jutta Höhne (Königsbacher SC Koblenz)                | Cornelia Hanisch (Fechtclub Offenbach)              | Astrid Astalosch (FC Quadrath-Ichendorf)                   |
| 1976      | Cornelia Hanisch (Fechtclub Offenbach)               | Brigitte Oertel (Königsbacher SC Koblenz)           | Ute Wessel (OFC Bonn)                                      |
| 1977      | Brigitte Oertel (Königsbacher SC Koblenz)            | Cornelia Hanisch (Fechtclub Offenbach)              | Ute Kircheis (OFC Bonn)                                    |
| 1978      | Cornelia Hanisch (Fechtclub Offenbach)               | Ute Wessel (OFC Bonn)                               | Jutta Höhne (Königsbacher SC Koblenz)                      |
| 1979      | Cornelia Hanisch (Fechtclub Offenbach)               | Sabine Bischoff (Fecht-Club Tauberbischofsheim)     | Gudrun Lotter (Fecht-Club Tauberbischofsheim)              |
| 1980      | Cornelia Hanisch (Fechtclub Offenbach)               | Hildegard Kienzle (Herrenberg)                      | Jutta Höhne (Königsbacher SC Koblenz)                      |
| 1981      | Ingrid Losert (TS Freiburg)                          | Sabine Bischoff (Fecht-Club Tauberbischofsheim)     | Cornelia Hanisch (Fechtclub Offenbach)                     |
| 1982      | Cornelia Hanisch (Fechtclub Offenbach)               | Sabine Bischoff (Fecht-Club Tauberbischofsheim)     | Ingrid Losert (TS Freiburg)                                |
| 1983      | Sabine Bischoff (Fecht-Club Tauberbischofsheim)      | Christiane Weber (Dillingen)                        | Cornelia Hanisch (Fechtclub Offenbach)                     |
| 1984      | Sabine Bischoff (Fecht-Club Tauberbischofsheim)      | Cornelia Hanisch (Fechtclub Offenbach)              | Cornelia Strässner (Heidenheimer SB)                       |
| 1985      | Christiane Weber (Fechtclub Offenbach)               | Cornelia Hanisch (Fechtclub Offenbach)              | Susanne Lang (Fecht-Club Tauberbischofsheim)               |
| 1986      | Anja Fichtel (Fecht-Club Tauberbischofsheim)         | Sabine Bau (Fecht-Club Tauberbischofsheim)          | Carmen Engert (Fecht-Club Tauberbischofsheim)              |
| 1987      | Anja Fichtel (Fecht-Club Tauberbischofsheim)         | Sabine Bischoff (Fecht-Club Tauberbischofsheim)     | Sabine Bau (Fecht-Club Tauberbischofsheim)                 |
| 1988      | Anja Fichtel (Fecht-Club Tauberbischofsheim)         | Susanne Lang (Fecht-Club Tauberbischofsheim)        | Christiane Weber (Fechtclub Offenbach)                     |
| 1989      | Anja Fichtel (Fecht-Club Tauberbischofsheim)         | Zita Funkenhauser (Fecht-Club Tauberbischofsheim)   | Monika Weber (OFC Bonn)                                    |
| 1990      | Anja Fichtel (Fecht-Club Tauberbischofsheim)         | Sabine Bau (Fecht-Club Tauberbischofsheim)          | Susanne Lang (Fecht-Club Tauberbischofsheim)               |
| 1991      | Anja Fichtel (Fecht-Club Tauberbischofsheim)         | Zita Funkenhauser (Fecht-Club Tauberbischofsheim)   | Sabine Bau (Fecht-Club Tauberbischofsheim)                 |
| 1992      | Anja Fichtel (Fecht-Club Tauberbischofsheim)         | Simone Bauer (Fecht-Club Tauberbischofsheim)        | Annette Dobmeier (Fecht-Club Tauberbischofsheim)           |
| 1993      | Zita Funkenhauser (Fecht-Club Tauberbischofsheim)    | Sabine Bau (Fecht-Club Tauberbischofsheim)          | Monika Weber (OFC Bonn)                                    |
| 1994      | Anja Fichtel (Fecht-Club Tauberbischofsheim)         | Sabine Bau (Fecht-Club Tauberbischofsheim)          | Zita Funkenhauser (FC TBB), Susanne Lang (FC TBB)          |
| 1995      | Anja Fichtel-Mauritz (Fecht-Club Tauberbischofsheim) | Michaela Müller (Fecht-Club Tauberbischofsheim)     | Simone Bauer (FC TBB), Monika Weber (OFC Bonn)             |
| 1996      | Anja Fichtel-Mauritz (Fecht-Club Tauberbischofsheim) | Martina Gutermuth (OFC Bonn)                        | Rita König (FC TBB), Monika Weber (OFC Bonn)               |
| 1997      | Rita König (Fecht-Club Tauberbischofsheim)           | Monika Weber (OFC Bonn)                             | Natascha Lotter (FC TBB), Sabine Bau (FC TBB)              |
| 1998      | Monika Weber (OFC Bonn)                              | Sabine Bau (Fecht-Club Tauberbischofsheim)          | Simone Bauer (FC TBB), Erika Weber (OFC Bonn)              |
| 1999      | Simone Bauer (Fecht-Club Tauberbischofsheim)         | Monika Weber (OFC Bonn)                             | Martina Gutermuth (FC TBB), Gesine Schiel (FC TBB)         |
| 2000      | Rita Römer-König (Fecht-Club Tauberbischofsheim)     | Bianca Becker (TSV Bayer 04 Leverkusen)             | Sabine Bau (FC TBB), Anja Müller (FC TBB)                  |
| 2001      | Monika Weber (OFC Bonn)                              | Etelka Sike (Fecht-Club Tauberbischofsheim)         | Anja Müller (FC TBB), Simone Bauer (FC TBB)                |
| 2002      | Rita König (Fecht-Club Tauberbischofsheim)           | Sabine Bau (Fecht-Club Tauberbischofsheim)          | Simone Bauer (FC TBB), Anja Müller (FC TBB)                |
| 2003      | Simone Bauer (Fecht-Club Tauberbischofsheim)         | Gesine Schiel (Fecht-Club Tauberbischofsheim)       | Martina Gutermuth (FC TBB), Katherina Seeger (ETuF Essen)  |
| 2004      | Anja Müller (Fecht-Club Tauberbischofsheim)          | Gesine Schiel (Fecht-Club Tauberbischofsheim)       | Martina Gutermuth (FC TBB), Rita Römer-König (FC TBB)      |
| 2005      | Katja Wächter (Fecht-Club Tauberbischofsheim)        | Anja Müller (Fecht-Club Tauberbischofsheim)         | Caroline Neckermann (FC TBB), Melanie Wolgast (FC TBB)     |
| 2006      | Anja Schache (Fecht-Club Tauberbischofsheim)         | Sandra Bingenheimer (Fecht-Club Tauberbischofsheim) | Carolin Golubytskyi (FC TBB), Katja Wächter (FC TBB)       |
| 2007      | Katja Wächter (Fecht-Club Tauberbischofsheim)        | Carolin Golubytskyi (Fecht-Club Tauberbischofsheim) | Larissa Merkl (Bay. Leverkusen), Martina Zacke (SC Berlin) |
| 2008      | Anja Schache (Fecht-Club Tauberbischofsheim)         | Carolin Golubytskyi (Fecht-Club Tauberbischofsheim) | Katja Wächter (FC TBB), Melanie Wolgast (FC TBB)           |
| 2009      | Katja Wächter (Fecht-Club Tauberbischofsheim)        | Anja Schache (Fecht-Club Tauberbischofsheim)        | Maria Bartkowski (FC TBB), Carolin Golubytskyi (FC TBB)    |
| 2010      | Carolin Golubytskyi (Fecht-Club Tauberbischofsheim)  | Anja Schache (Fecht-Club Tauberbischofsheim)        | Sandra Bingenheimer (FC TBB), Melanie Wolgast (FC TBB)     |
| 2011      | Carolin Golubytskyi (Fecht-Club Tauberbischofsheim)  | Anja Schache (Fecht-Club Tauberbischofsheim)        | Melanie Grube (FC TBB), Roxanne Merkl (Bay. Leverkusen)    |
| 2012      | Carolin Golubytskyi (Fecht-Club Tauberbischofsheim)  | Anja Schache (Fecht-Club Tauberbischofsheim)        | Katja Wächter (FC TBB), Sandra Bingenheimer (FC TBB)       |
| 2013      | Carolin Golubytskyi (Fecht-Club Tauberbischofsheim)  | Katja Wächter (Fecht-Club Tauberbischofsheim)       | Martina Zacke (SC Berlin), Sandra Bingenheimer (FC TBB)    |
| 2014      | Sandra Bingenheimer (Fecht-Club Tauberbischofsheim)  | Carolin Golubytskyi (Fecht-Club Tauberbischofsheim) | Anne Sauer (FC TBB), Katja Wächter (FC TBB)                |
| 2015      | Sandra Bingenheimer (Fecht-Club Tauberbischofsheim)  | Carolin Golubytskyi (Fecht-Club Tauberbischofsheim) | Eva Hampel (FC TBB), Tamina Knauer (FC TBB)                |
| 2016      | Carolin Golubytskyi (Fecht-Club Tauberbischofsheim)  | Tamina Knauer (Fecht-Club Tauberbischofsheim)       | Stephanie Romanus (FC Leipzig), Anne Sauer (FC TBB)        |
| 2017      | Anne Sauer (Fecht-Club Tauberbischofsheim)           | Leonie Ebert (Fecht-Club Tauberbischofsheim)        | Sandra Bingenheimer (FC TBB), Eva Hampel (FC TBB)          |
| 2018      | Anne Sauer (Fecht-Club Tauberbischofsheim)           | Leonie Ebert (Fecht-Club Tauberbischofsheim)        | Charlotte Krause (OFC Bonn), Kim Kirschen (SC Berlin)      |
| 2019      | Leonie Ebert (Future Fencing Werbach)                | Julia Braun (OFC Bonn)                              | Eva Hampel (FC TBB), Sophia Werner (OSC Berlin)            |
| 2020      | nicht ausgetragen                                    | nicht ausgetragen                                   | nicht ausgetragen                                          |
| 2021      | Anne Sauer (Future Fencing Werbach)                  | Leonie Ebert (Future Fencing Werbach)               | Aliya Dhuique-Hein (FC TBB), Leandra Behr (FC TBB)         |
| 2022      | Anne Sauer (Future Fencing Werbach)                  | Leonie Ebert (Future Fencing Werbach)               | Kim Kirschen (SC Berlin), Leandra Behr (FC TBB)            |
| 2023      | Anne Sauer (DFC Düsseldorf)                          | Leonie Ebert (Fecht-Club Tauberbischofsheim)        | Pia Ueltgesforth (FC TBB), Anne Kirsch (FC TBB)            |
| 2024      | Aliya Dhuique-Hein (Fecht-Club Tauberbischofsheim)   | Luca Sarah Holland-Cunz (TSG Weinheim)              | Zsofia Posgay (PSV Stuttgart), Anne Kirsch (FC TBB)        |

### Damendegen
Meisterschaften im Damendegen wurden ab 1987 regelmäßig ausgetragen. Schon 1926 und 1927 gab es Deutsche Meisterschaften im Degen, nach 1927 wurde bei den Damen jedoch wieder nur Florett gefochten.
| Jahr      | Gold                                                | Silber                                           | Bronze                                                                       |
| --------- | --------------------------------------------------- | ------------------------------------------------ | ---------------------------------------------------------------------------- |
| 1926      | Liesel Hartmann (Fechtclub Offenbach)               | unbekannt                                        | unbekannt                                                                    |
| 1927      | Josefine Pitzner (FC München im TV Jahn)            | Olga Oelkers (Fechtclub Offenbach)               | Helene Mayer (Fechtclub Offenbach)                                           |
| 1928–1986 | nicht ausgetragen                                   | nicht ausgetragen                                | nicht ausgetragen                                                            |
| 1987      | Monika Korger (Heidenheimer SB)                     | Carmen Engert (Fecht-Club Tauberbischofsheim)    | Monika Zilikin (OFC Bonn)                                                    |
| 1988      | Christiane Mangold (SV Böblingen)                   | Susanne Lang (Fecht-Club Tauberbischofsheim)     | Anette Klug (Fecht-Club Tauberbischofsheim)                                  |
| 1989      | Christiane Mangold (SV Böblingen)                   | Dagmar Ophardt (Fechtclub Offenbach)             | Angelika Oeztanil (TK Hannover)                                              |
| 1990      | Sabine Krapf (Heidenheimer SB)                      | Monika Korger (Heidenheimer SB)                  | Katja Nass (Fechtclub Offenbach)                                             |
| 1991      | Eva-Maria Ittner (Fechtclub Offenbach)              | Dagmar Ophardt (Fechtclub Offenbach)             | Katja Nass (Fechtclub Offenbach)                                             |
| 1992      | Bettina Fichtel (Fecht-Club Tauberbischofsheim)     | Eva-Maria Ittner (Fechtclub Offenbach)           | Andrea Spory (Fecht-Club Tauberbischofsheim)                                 |
| 1993      | Hedwig Funkenhauser (Fecht-Club Tauberbischofsheim) | Imke Duplitzer (Heidenheimer SB)                 | Dagmar Ophardt (Fechtclub Offenbach)                                         |
| 1994      | Imke Duplitzer (Heidenheimer SB)                    | Katja Nass (Fechtclub Offenbach)                 | Kristina Hinrichs (OFC Bonn), Karin Mayer (Heidenheimer SB)                  |
| 1995      | Eva-Maria Ittner (Fechtclub Offenbach)              | Kerstin Ackermann (Fechtclub Offenbach)          | Hedwig Funkenhauser (FC TBB), Katja Nass (FC Offenb.)                        |
| 1996      | Eva-Maria Ittner (Fechtclub Offenbach)              | Katja Nass (Fechtclub Offenbach)                 | Denise Holzkamp (Heidenheimer SB), Claudia Bokel (OFC Bonn)                  |
| 1997      | Eva-Maria Ittner (Fechtclub Offenbach)              | Claudia Bokel (OFC Bonn)                         | Katja Nass (FC Offenb.), Imke Duplitzer (Heidenheimer SB)                    |
| 1998      | Claudia Bokel (OFC Bonn)                            | Imke Duplitzer (Heidenheimer SB)                 | Katja Nass (FC Offenb.), Kristina Ophardt (FC Offenb.)                       |
| 1999      | Imke Duplitzer (Heidenheimer SB)                    | Kristina Ophardt (Fechtclub Offenbach)           | Claudia Bokel (OFC Bonn), Katja Nass (FC Offenb.)                            |
| 2000      | Imke Duplitzer (Heidenheimer SB)                    | Katja Nass (Fechtclub Offenbach)                 | Ulrike Rettich (OFC Bonn), Claudia Bokel (OFC Bonn)                          |
| 2001      | Imke Duplitzer (Heidenheimer SB)                    | Claudia Bokel (OFC Bonn)                         | Kristin Redanz (FC TBB), Katja Nass (FC Offenb.)                             |
| 2002      | Imke Duplitzer (Heidenheimer SB)                    | Britta Heidemann (TSV Bayer 04 Leverkusen)       | Jutta Hoffmann (OFC Bonn), Katja Nass (FC Offenb.)                           |
| 2003      | Claudia Bokel (OFC Bonn)                            | Kristin Redanz (Fecht-Club Tauberbischofsheim)   | Jutta Hoffmann (OFC Bonn), Imke Duplitzer (Heidenheimer SB)                  |
| 2004      | Imke Duplitzer (Heidenheimer SB)                    | Britta Heidemann (TSV Bayer 04 Leverkusen)       | Kristin Redanz (FC TBB), Katrin Holz (FC TBB)                                |
| 2005      | Claudia Bokel (OFC Bonn)                            | Imke Duplitzer (OFC Bonn)                        | Monika Sozanska (Heidenheimer SB), Katrin Holz (FC TBB)                      |
| 2006      | Imke Duplitzer (Heidenheimer SB)                    | Marijana Markovic (TSV Bayer 04 Leverkusen)      | Britta Heidemann (Bay. Leverkusen), Beate Christmann (FC TBB)                |
| 2007      | Claudia Bokel (OFC Bonn)                            | Monika Sozanska (Heidenheimer SB)                | Marijana Markovic (Bay. Leverkusen), Anja Friebe (Heidenheimer SB)           |
| 2008      | Beate Christmann (Fecht-Club Tauberbischofsheim)    | Britta Heidemann (TSV Bayer 04 Leverkusen)       | Monika Sozanska (Heidenheimer SB), Imke Duplitzer (OFC Bonn)                 |
| 2009      | Beate Christmann (Fecht-Club Tauberbischofsheim)    | Monika Sozanska (Heidenheimer SB)                | Cheryl Jahn (OFC Bonn), Lisa Wollinsky (Heidenheimer SB)                     |
| 2010      | Imke Duplitzer (OFC Bonn)                           | Britta Heidemann (TSV Bayer 04 Leverkusen)       | Monika Sozanska (Heidenheimer SB), Beate Christmann (FC TBB)                 |
| 2011      | Britta Heidemann (TSV Bayer 04 Leverkusen)          | Beate Christmann (Fecht-Club Tauberbischofsheim) | Imke Duplitzer (OFC Bonn), Maria Hugas-Mallorqui (Heidelberger FC)           |
| 2012      | Ricarda Multerer (Heidenheimer SB)                  | Beate Christmann (Fecht-Club Tauberbischofsheim) | Maria Hugas-Mallorqui (Heidelberger FC), Monika Sozanska (Heidenheimer SB)   |
| 2013      | Ricarda Multerer (Heidenheimer SB)                  | Sina Dostert (OFC Bonn)                          | Marijana Markovic (Bay. Leverkusen), Stephanie Suhrbier (OFC Bonn)           |
| 2014      | Beate Christmann (Fecht-Club Tauberbischofsheim)    | Imke Duplitzer (TSG Halle-Neustadt)              | Maria Hugas-Mallorqui (Heidelberger FC), Marijana Markovic (Bay. Leverkusen) |
| 2015      | Imke Duplitzer (TSG Halle-Neustadt)                 | Monika Sozanska (Heidenheimer SB)                | Maria Hugas-Mallorqui Heidelberger FC, Alexandra Ehler (Heidenheimer SB)     |
| 2016      | Nadine Stahlberg (Fechtclub Offenbach)              | Ricarda Multerer (Heidenheimer SB)               | Beate Christmann (FC TBB), Vanessa Riedmüller (Heidenheimer SB)              |
| 2017      | Ricarda Multerer (Heidenheimer SB)                  | Vanessa Riedmüller (Heidenheimer SB)             | Beate Christmann (FC TBB), Edina Békefi (Bay. Leverkusen)                    |
| 2018      | Beate Christmann (Fecht-Club Tauberbischofsheim)    | Alexandra Ehler (TSV Bayer 04 Leverkusen)        | Anna Hornischer (Heidenheimer SB), Kristin Werner (Bay. Leverkusen)          |
| 2019      | Beate Christmann (Fecht-Club Tauberbischofsheim)    | Nadine Stahlberg (Heidenheimer SB)               | Alexandra Ehler (Bay. Leverkusen), Anna Hornischer (Heidenheimer SB)         |
| 2020–2021 | nicht ausgetragen                                   | nicht ausgetragen                                | nicht ausgetragen                                                            |
| 2022      | Laura Katalin Wetzker (TSV Bayer 04 Leverkusen)     | Alexandra Ehler (TSV Bayer 04 Leverkusen)        | Lara Goldmann (Bay. Leverkusen), Alexandra Ndolo (Bay. Leverkusen)           |
| 2023      | Alexandra Ndolo (TSV Bayer 04 Leverkusen)           | Anna Jonas (Heidenheimer SB)                     | Ricarda Multerer (Bay. Leverkusen), Gala Hess Sancho (Bay. Leverkusen)       |
| 2024      | Alexandra Ndolo (TSV Bayer 04 Leverkusen)           | Cagla Aytekin (Eintracht Frankfurt)              | Ricarda Multerer (Bay. Leverkusen), Alexandra Ehler (Bay. Leverkusen)        |

### Damensäbel
Meisterschaften im Damensäbel wurden erstmals 1999 ausgetragen.
| Jahr      | Gold                                          | Silber                                          | Bronze                                                                  |
| --------- | --------------------------------------------- | ----------------------------------------------- | ----------------------------------------------------------------------- |
| 1999      | Martina Gutermuth (OFC Bonn)                  | Sandra Benad (TSG Eislingen)                    | Susanne König (FC TBB), Diana Maier (FC TBB)                            |
| 2000      | Susanne König (Fecht-Club Tauberbischofsheim) | Sandra Benad (TSG Eislingen)                    | Diana Maier (TSG Eislingen), Davina Hirzmann (TV Alsfeld)               |
| 2001      | Sandra Benad (TSG Eislingen)                  | Sibylle Klemm (TSG Eislingen)                   | Davina Hirzmann (TV Alsfeld), Sabine Thieltges (FG Koblenz)             |
| 2002      | Sandra Benad (TSG Eislingen)                  | Sibylle Klemm (TSG Eislingen)                   | Susanne König (FC TBB), Stefanie Kubissa (Bay. Dormagen)                |
| 2003      | Sandra Benad (TSG Eislingen)                  | Reja Block (TSV Bayer Dormagen)                 | Diana Maier (TSG Eislingen), Davina Hirzmann (TV Alsfeld)               |
| 2004      | Sandra Benad (TSG Eislingen)                  | Sibylle Klemm (TSG Eislingen)                   | Davina Hirzmann (TV Alsfeld), Reja Block (Bay. Dormagen)                |
| 2005      | Sibylle Klemm (TSG Eislingen)                 | Stefanie Kubissa (TSV Bayer Dormagen)           | Davina Hirzmann (TV Alsfeld), Alexandra Bujdosó (KSC Koblenz)           |
| 2006      | Alexandra Bujdosó (Königsbacher SC Koblenz)   | Sibylle Klemm (TSG Eislingen)                   | Doreen Häntzsch (FC TBB), Amelie Zerfass (FC TBB)                       |
| 2007      | Stefanie Kubissa (TSV Bayer Dormagen)         | Doreen Häntzsch (Fecht-Club Tauberbischofsheim) | Alexandra Bujdosó (KSC Koblenz), Sibylle Klemm (TSG Eislingen)          |
| 2008      | Alexandra Bujdosó (Königsbacher SC Koblenz)   | Sibylle Klemm (TSG Eislingen)                   | Doreen Häntzsch (FC TBB), Davina Hirzmann (TV Alsfeld)                  |
| 2009      | Alexandra Bujdosó (Königsbacher SC Koblenz)   | Sibylle Klemm (TSG Eislingen)                   | Stefanie Kubissa (Bay. Dormagen), Sophia Bischof (OFC Bonn)             |
| 2010      | Stefanie Kubissa (TSV Bayer Dormagen)         | Anna Limbach (TSV Bayer Dormagen)               | Sibylle Klemm (TSG Eislingen), Davina Hirzmann (Bay. Dormagen)          |
| 2011      | Alexandra Bujdosó (Königsbacher SC Koblenz)   | Anja Musch (FC Künzelsau)                       | Sibylle Klemm (FC TBB), Stefanie Kubissa (Bay. Dormagen)                |
| 2012      | Stefanie Kubissa (TSV Bayer Dormagen)         | Alexandra Bujdosó (Königsbacher SC Koblenz)     | Sibylle Klemm (FC TBB), Judith Kusian (Bay. Dormagen)                   |
| 2013      | Stefanie Kubissa (TSV Bayer Dormagen)         | Alexandra Bujdosó (Königsbacher SC Koblenz)     | Sibylle Klemm (Bay. Dormagen), Davina Hirzmann (Bay. Dormagen)          |
| 2014      | Sibylle Klemm (TSV Bayer Dormagen)            | Anna Limbach (TSV Bayer Dormagen)               | Alexandra Bujdosó (KSC Koblenz), Larissa Eifler (TV Wetzlar)            |
| 2015      | Anna Limbach (TSV Bayer Dormagen)             | Alexandra Bujdosó (Königsbacher SC Koblenz)     | Sibylle Klemm (Bay. Dormagen), Stefanie Kubissa (Bay. Dormagen)         |
| 2016      | Anna Limbach (TSV Bayer Dormagen)             | Sibylle Klemm (TSV Bayer Dormagen)              | Alexandra Bujdosó (KSC Koblenz), Ann-Sophie Kindler (TSG Eislingen)     |
| 2017      | Anna Limbach (TSV Bayer Dormagen)             | Julika Funke (FC Würth Künzelsau)               | Léa Krüger (Bay. Dormagen), Judith Kusian (Bay. Dormagen)               |
| 2018      | Anna Limbach (TSV Bayer Dormagen)             | Judith Kusian (TSV Bayer Dormagen)              | Lisa Gette (Würth Künzelsau), Larissa Eifler (Bay. Dormagen)            |
| 2019      | Elisabeth Gette (FC Würth Künzelsau)          | Julika Funke (FC Würth Künzelsau)               | Ann-Sophie Kindler (TSG Eislingen), Anna Limbach (Bay. Dormagen)        |
| 2020–2021 | nicht ausgetragen                             | nicht ausgetragen                               | nicht ausgetragen                                                       |
| 2022      | Julika Funke (FC Würth Künzelsau)             | Anna-Lena Bürkert (FC Würth Künzelsau)          | Elisabeth Gette (FC Würth Künzelsau), Liska Derkum (Bay. Dormagen)      |
| 2023      | Julika Funke (FC Würth Künzelsau)             | Léa Krüger (TSV Bayer Dormagen)                 | Elisabeth Gette (FC Würth Künzelsau), Felice Herbon (Bay. Dormagen)     |
| 2024      | Larissa Eifler (TSV Bayer Dormagen)           | Julika Funke (FC Würth Künzelsau)               | Elisabeth Gette (FC Würth Künzelsau), Lena Stemper (FC Würth Künzelsau) |

## Statistik

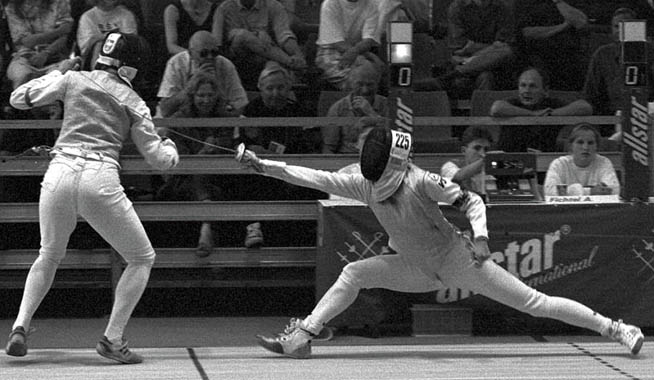
Anja Fichtel (rechts) ist die bisher erfolgreichste Fechterin bei Deutschen Meisterschaften (bei den Weltmeisterschaften 1993 in Essen; Foto: Hans M. Rupp)

Im Folgenden sind die Athleten mit mindestens vier Meistertiteln gelistet. Die meisten – insgesamt 23 – Titel gewann Erwin Casmir. Die erfolgreichste Dame war Anja Fichtel, die zehn Einzeltitel im Damenflorett gewann, sie ist damit auch insgesamt die zweiterfolgreichste Fechterin nach Casmir und gewann die meisten Titel in einer einzelnen Disziplin.
Neben Casmir war Günter Stratmann der einzige Fechter, der die deutsche Meisterschaft in allen drei Disziplinen gewinnen konnte. Dem Tauberbischofsheimer Jürgen Hehn gelang es als bisher letztem Fechter, bei der zunehmenden Spezialisierung auf eine Waffe, 1972 Deutscher Einzelmeister mit dem Degen und 1974 mit dem Florett zu werden. Zuvor wurden bereits Julius Lichtenfels, Emil Schön, Heinrich Moos, August Heim, Julius Eisenecker, Richard Liebscher, Jürgen Theuerkauff und Walter Köstner deutsche Meister mit zwei verschiedenen Waffen. In der Disziplin Damensäbel werden erst seit 1999, im Damendegen mit zwei Ausnahmen erst seit 1987 deutsche Meisterschaften ausgetragen. Da um diese Zeit bereits eine Spezialisierung auf eine Waffe üblich war, gelang es keiner Fechterin, Titel in verschiedenen Disziplinen zu gewinnen.
| Nr. | Name                | Verein                           | Gesamt | Florett | Degen | Säbel |
| --- | ------------------- | -------------------------------- | ------ | ------- | ----- | ----- |
| 1   | Erwin Casmir        | FC Hermannia Frankfurt           | 23     | 8       | 7     | 8     |
| 2   | Anja Fichtel        | FC Tauberbischofsheim            | 10     | 10      | 0     | 0     |
| 3   | Imke Duplitzer      | Heidenheimer SB                  | 9      | 0       | 9     | 0     |
| 3   | Jürgen Theuerkauff  | OFC Bonn                         | 9      | 4       | 0     | 5     |
| 5   | Julius Eisenecker   | FC Hermannia Frankfurt           | 8      | 6       | 0     | 2     |
| 5   | Jürgen Nolte        | VfL Sankt Augustin               | 8      | 0       | 0     | 8     |
| 5   | Alexander Pusch     | FC Tauberbischofsheim            | 8      | 0       | 8     | 0     |
| 8   | August Heim         | Fechtclub Offenbach              | 7      | 3       | 0     | 4     |
| 8   | Peter Joppich       | Königsbacher SC Koblenz          | 7      | 7       | 0     | 0     |
| 8   | Heidi Schmid        | TSV Schwaben Augsburg            | 7      | 7       | 0     | 0     |
| 11  | Richard Liebscher   | SG Berlin                        | 6      | 2       | 0     | 4     |
| 11  | Helene Mayer        | Fechtclub Offenbach              | 6      | 6       | 0     | 0     |
| 11  | Arnd Schmitt        | Heidenheimer SB                  | 6      | 0       | 6     | 0     |
| 14  | Felix Becker        | TSV Bayer Dormagen               | 5      | 0       | 0     | 5     |
| 14  | Claudia Bokel       | FC Tauberbischofsheim            | 5      | 0       | 5     | 0     |
| 14  | Beate Christmann    | FC Tauberbischofsheim            | 5      | 0       | 5     | 0     |
| 14  | Mathias Gey         | FC Tauberbischofsheim            | 5      | 5       | 0     | 0     |
| 14  | Carolin Golubytskyi | FC Tauberbischofsheim            | 5      | 5       | 0     | 0     |
| 14  | Cornelia Hanisch    | Fechtclub Offenbach              | 5      | 5       | 0     | 0     |
| 14  | Hedwig Haß          | Fechtclub Offenbach              | 5      | 5       | 0     | 0     |
| 14  | Harald Hein         | FC Tauberbischofsheim            | 5      | 5       | 0     | 0     |
| 14  | Benjamin Kleibrink  | OFC Bonn, FC TBB, DFC Düsseldorf | 5      | 5       | 0     | 0     |
| 14  | Anne Sauer          | FC TBB, Future Fencing Werbach   | 5      | 5       | 0     | 0     |
| 14  | Walter Köstner      | FCR Hamburg                      | 5      | 0       | 1     | 4     |
| 14  | Erwin Kroggel       | FC Hermannia Frankfurt           | 5      | 0       | 5     | 0     |
| 14  | Nicolas Limbach     | TSV Bayer Dormagen               | 5      | 0       | 0     | 5     |
| 27  | Lilo Allgayer       | Fechtclub Offenbach              | 4      | 4       | 0     | 0     |
| 27  | Sandra Benad        | TSG Eislingen                    | 4      | 0       | 0     | 4     |
| 27  | Ralf Bißdorf        | Heidenheimer SB                  | 4      | 4       | 0     | 0     |
| 27  | Alexandra Bujdosó   | Königsbacher SC Koblenz          | 4      | 0       | 0     | 4     |
| 27  | Paul Gnaier         | Heidenheimer SB                  | 4      | 0       | 4     | 0     |
| 27  | Eva-Maria Ittner    | Fechtclub Offenbach              | 4      | 0       | 4     | 0     |
| 27  | Stefanie Kubissa    | TSV Bayer Dormagen               | 4      | 0       | 0     | 4     |
| 27  | Anna Limbach        | TSV Bayer Dormagen               | 4      | 0       | 0     | 4     |
| 27  | Sven Schmid         | FC Tauberbischofsheim            | 4      | 0       | 4     | 0     |
| 27  | Günter Stratmann    | FSG Iserlohn                     | 4      | 1       | 1     | 2     |
| 27  | Jörg Stratmann      | FSG Iserlohn                     | 4      | 0       | 0     | 4     |